# Nieuwstad (Maastricht)
De Nieuwstad is een deel van het Jekerkwartier in de Nederlandse stad Maastricht. Het gebied aan de zuidzijde van het stadscentrum heeft een oppervlakte van slechts twee hectare. Het wordt gedomineerd door de Nieuwstadfortificaties, een laatmiddeleeuwse uitbreiding van de tweede stadsmuur van Maastricht, met als belangrijkste onderdelen de vroegzestiende-eeuwse rondelen Haet ende Nijt en De Vijf Koppen. Met hun omvang en de in het interieur aanwezige kazematten demonstreren ze het toegenomen belang van het vuurgeschut in deze periode. De rondelen en de tussenliggende courtinemuur, met daarin de neogotische Poort Waerachtig, vormen, omringd door vijvers en ingebed in het groen van het Stadspark Maastricht, een veel gefotografeerde bezienswaardigheid. Daarnaast telt de Nieuwstad een tweetal voormalige watermolens op de Jeker. Zowel de fortificaties als de watermolens zijn beschermd als rijksmonument. Diverse andere objecten zijn gemeentelijke monumenten.

## Geschiedenis

### Eerste en tweede stadsmuur
Over de bouwgeschiedenis van de eerste en tweede stadsomsluiting van Maastricht bestaat nog veel onduidelijkheid. De meeste auteurs gaan voor de eerste stadsmuur uit van een ontstaansgeschiedenis in het tweede kwart van de dertiende eeuw. Daarvoor, uiterlijk in 1204, maar mogelijk al in het laatste kwart van de twaalfde eeuw, bestond er een aarden stadswal met daarop houten palissades. In 1229 verleende hertog Jan I van Brabant toestemming voor de bouw van een stenen stadsmuur. Waarschijnlijk werd nog in hetzelfde jaar begonnen met het (opnieuw) opwerpen van aarden wallen, het graven van grachten en de bouw van een stenen muur met stadspoorten en waltorens. Van de enige bewaard gebleven poort van de eerste stadsomsluiting, de Helpoort, wordt aangenomen dat deze dateert uit circa 1230. De stenen muur was vermoedelijk omstreeks 1250 voltooid.
Al na enkele decennia bleek de 2,4 km lange enceinte (omsluiting) te krap. Vanaf de jaren 1290 werd gewerkt aan een tweede, veel ruimere stadsomsluiting. De bouw ervan sleepte zich meer dan een eeuw voort. In 1380 werd de muur, hoewel nog steeds niet overal op de gewenste hoogte, in gebruik genomen. De tweede stadsmuur was circa 4,4 km lang, waarvan 3575 m nieuw en 800 m reeds bestaande muur, voornamelijk aan de Maaszijde. De oppervlakte van de ommuurde stad op de linker Maasoever was daarmee verdrievoudigd: van 36 hectare naar 114 hectare.
In het zuiden van de stad kon de tweede enceinte ten oosten van de Sint-Pieterspoort niet op logische wijze worden uitgelegd, omdat het daar gelegen dorp Sint Pieter Luiks grondgebied was en de bisschop van Luik geen toestemming gaf voor de bouw van een wal of muur. Om die reden boog de tweede stadsmuur vanaf de Sint-Pieterspoort af naar het noordoosten en sloot iets ten noorden van de "toren achter de Feilzusters" (de naam Pater Vincktoren dateert van veel later) aan op de eerste muur, die zich vanaf dat punt voortzette in de richting van de Helpoort en de Jekertoren. Het feit dat direct ten zuiden van de stadsmuur de bebouwing van het dorp Sint Pieter begon, maakte dit een zwak punt in de stadsomsluiting. Sint Pieter was een Luikse heerlijkheid; Maastricht was een tweeherige, Luiks-Brabantse stad. Vanuit de Sint Pieterse huizen kon elk moment een onverhoedse aanval op de stad gelanceerd worden. Er zijn aanwijzingen dat in dit gebied tevens het dinghuis van Sint Pieter lag, even als het munthuis van de bisschop en het gasthuis.

### Bouw Nieuwstadfortificaties
Voorafgaand aan de laatvijftiende-eeuwse versterking van de Nieuwstad, werd omstreeks 1456 al een kleine uitbreiding van het stadsgebied buiten de Helpoort gerealiseerd. Door aanslibbing was de Jeker, die hier de grens tussen Maastricht en Sint Pieter vormde, enkele meters naar het zuiden opgeschoven (aan de oostzijde ca. 25 m). Volgens oud recht behoorde het aangeslibde land toe aan de eigenaar van de betreffende oever, in dit geval de stad Maastricht. Om de nieuwe grens te benadrukken liet het stadsbestuur vanuit de linker Jekeroever een stenen muur optrekken met een gebogen verloop tussen de waterpoorten nabij de Pater Vincktoren en de Jekertoren. De bouw van deze "muur tegenover den Ancker", soms ook aangeduid als bolwerk, betekende mogelijk het einde van de Helpoort als stadspoort, voor zover dat niet al eerder was gebeurd. Het ommuurde terrein op de linker Jekeroever werd volgens een raadsbesluit uit 1471 bestemd voor de bouw van een pestbarak, ook wel "sieckhuyss", "pesthuys" of "Het Paradijs" genoemd. Later zou de naam Pesthuys, onterecht, overgaan op de nabijgelegen papiermolen Het Ancker. In de negentiende eeuw lag op de locatie van de oude pestbarak het Gemeentelijk Slachthuis. De "muur tegenover den Ancker" bestaat nog gedeeltelijk als kademuur tussen Pater Vincktoren en Pesthuys en is omstreeks 1907 met oude blokken Naamse steen iets verhoogd.
De voortdurende onveiligheid aan de zuidzijde van de stad leidde in 1486 tot de eenzijdig annexatie van een deel van Sint Pieter door Maastricht. Daarmee werd het mogelijk in dit gebied meer doeltreffende fortificaties op te richten. Nog in hetzelfde jaar werd begonnen met de aanleg van een aarden wal en het graven van een gracht. De omwalling, waarin zich ten minste één bolwerk bevond ter plaatse van het latere Haet ende Nijt, was in 1490 voltooid. Het omwalde gebied werd vanaf eind vijftiende eeuw aangeduid als de Nieuwstad. Tussen 1515 en 1517 werd de aarden omwalling van de Nieuwstad versteend en kreeg daarmee een meer permanent karakter. De werkzaamheden vonden mogelijk plaats onder leiding van bouwmeester Coenraad (I) van Neurenberg. Het rondeel Haet ende Nijt werd voltooid in de periode dat Herman van Zaraziën beheerder van de stadsfinanciën was. Hij liet zijn naam graveren op een naamsteen op het bolwerk. Er was nu tevens sprake van een tweede bolwerk, De Drie Duiven. Tussen 1542 en 1551 werden diverse verbeteringswerkzaamheden uitgevoerd. Zo werd de gracht verder uitgediept en de Jekermonding verlegd (mogelijk te zien op het hiernaast afgebeelde stadpanorama). Ook werden de torens of bolwerken, die nog hol waren, opgevuld met aarde, ter versteviging en tevens om er kanonnen op te plaatsen.

### Nieuwstadversterking als onderdeel van de primaire verdedigingslinie
Het beleg door de Luikenaren (1407-1408) was vermoedelijk de eerste 'testcase' voor de effectiviteit van de enkele decennia daarvoor in gebruik genomen tweede stadsmuur, die nog niet geheel op hoogte was en nog zonder de Nieuwstadversterking. Bij de belegering – eigenlijk twee belegeringen – slaagden de Luikse en Loonse opstandelingen er niet in om Maastricht, waar prins-bisschop Jan van Beieren tijdelijk zijn toevlucht had genomen, in te nemen. In 1465 dreigde opnieuw een Luikse belegering. Deze keer was het prins-bisschop Lodewijk van Bourbon, die zijn heil binnen de muren van Maastricht had gezocht. Het dorp Sint Pieter, dat de zijde van de opstandelingen had gekozen, werd daarop platgebrand. Ook het begijnhof, dat buiten de zuidelijke stadsmuur lag, werd verwoest. Het gevreesde beleg liep met een sisser af, maar kort daarop kondigde Lodewijk van Bourbon af dat Sint Pieter nooit meer mocht worden opgebouwd, een verbod dat in 1467 door hertog Karel de Stoute werd bevestigd. In 1489 deed Robrecht I van der Marck, hertog van Bouillon en een broer van de in 1485 op het Vrijthof onthoofde Willem I van der Marck, een poging, maar ook hij werd door de Maastrichtenaren op de vlucht gedreven. In hoeverre de toen bijna voltooide aarden omwalling van de Nieuwstad daarin een rol speelde, is moeilijk vast te stellen.

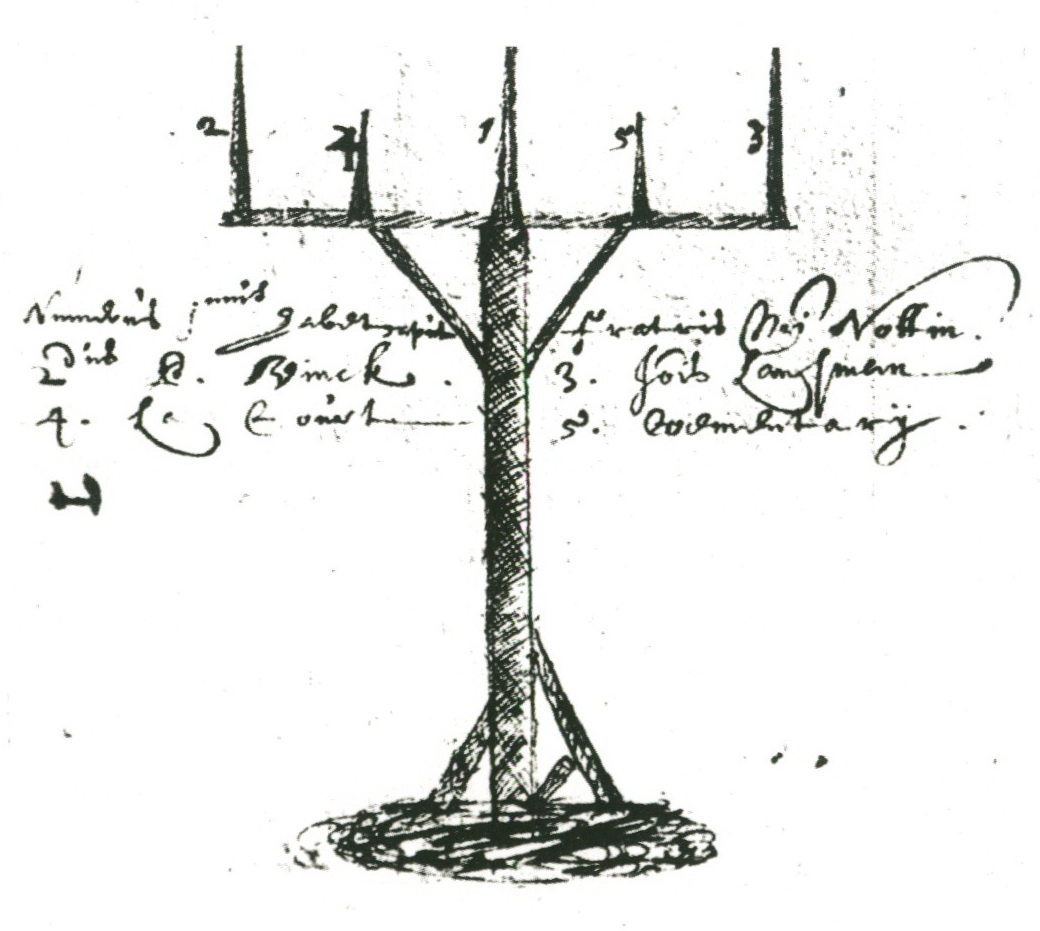
De staak waarop 5 hoofden van terechtgestelden werden tentoongesteld na het verraad van 1638

Voorafgaand aan het beleg van 1579 werd aan de voet van de rondelen Haet ende Nijt en De Drie Duiven aarden geschutplatforms met spitse saillanten aangelegd, omgeven door muren van Sichener steen, in feite een soort bastions (foutief afgebeeld op de latere herdrukken van de plattegrond van Braun en Hogenberg uit 1575; correct weergegeven op de hiernaast afgebeelde maquettes). Bij het beleg wist Alexander Farnese met zijn circa 20.000 manschappen na bijna vier maanden de stad met veel geweld in te nemen. Naast de verschrikkingen van het beleg zelf en de drie dagen van moord en plundering die op de inname volgden, moet het voor de Maastrichtenaren een desillusie zijn geweest dat de stad niet onneembaar was gebleken, ondanks de vele opofferingen die men in de decennia daarvoor gebracht had om de vesting te verbeteren, onder andere in de vorm van verhoogde belastingen en gedwongen tewerkstelling. In 1632 werd de stad ingenomen door Frederik Hendrik van Oranje. Toen enkele Maastrichtenaren in 1638 een poging deden de stad weer in handen van de Spanjaarden te spelen, werd daartegen streng opgetreden. Vijf afgehakte hoofden van terechtgestelden werden op een staak op het rondeel De Drie Duiven tentoongesteld, dat daarna De Vijf Koppen werd genoemd.
In de eeuwen daarna wisselden succesvolle en mislukte belegeringen elkaar af. De ommuurde vestingstad, inclusief de Nieuwstadfortificaties en de almaar uitdijende gordel van buitenwerken, had inmiddels haar reputatie als "sleutel van Brabant" en "bolwerk der Nederlanden" gevestigd. Net als de rest van de vestingwerken, hadden de Nieuwstadversterkingen regelmatig onderhoud nodig. In 1643 moest de muur tussen de Jeker de De Vijf Koppen worden vernieuwd. In 1679 moest de bouwvallig geworden muur tussen de Sint-Pieterspoort en De Vijf Koppen opnieuw worden gefundeerd. Het platform aan de voet van het rondeel Haet ende Nijt werd in 1739 hersteld. Het platform bij De Vijf Koppen werd waarschijnlijk in 1792 of kort daarna afgegraven.

### Kanaal Luik-Maastricht en slachthuis
Tussen 1845 en 1850 werd op de linkeroever van de Maas het Kanaal Luik-Maastricht aangelegd, vanaf 1847 werd ook op Nederlands grondgebied gegraven. In Maastricht zou het kanaal door de zuidelijke vestingwerken en deels door de ommuurde stad lopen. De stad was bereid hiervoor een deel van de middeleeuwse binnenstad op te offeren. Het kanaal kwam aan de zuidzijde van de stad bij het kroonwerk Hessen de vesting binnen, waar het slechts vijf meter breed omheen zwenkte. Daarna liep het in wat ruimere bedding door naar het rondeel De Vijf Koppen, waar de bestaande stadsgracht ('Zwanengracht') werd verruimd tot een zwaaikom. Een probleem was dat de Jeker tussen het rondeel en de Jekertoren oostwaarts naar de Maas stroomde. Zij zou hier dus het van zuid naar noord lopende kanaal kruisen. Het probleem werd opgelost door het kanaal te versmallen tot 7 meter en de Jeker er met een sifon (onderleider) onderdoor te leiden.
Al sinds 1824 lag in de Nieuwstad, tussen de Helpoort en de Pater Vincktoren, op de plaats van het vroegere pesthuis, het Gemeentelijk Slachthuis. Bloed en slachtafval werden geloosd op de Jeker. Bij de aanleg van het Kanaal Luik-Maastricht moest hiermee rekening worden gehouden. Men bouwde in het kanaal, ter plaatse van de sifon, een bezinkingsbassin, de "bloodbak" (bloedbak), waar het slachtafval met enige regelmaat uit verwijderd werd. Na de verhuizing van het slachthuis in 1902 naar de Fransensingel werd het oude slachthuis in de Nieuwstad in 1904 gesloopt, waarna het terrein werd ingericht als park.

### Ontmanteling, sloop, behoud en restauraties
Op 29 mei 1867 ondertekende koning Willem III der Nederlanden, na lang aandringen van onder andere de gemeente Maastricht, het besluit tot opheffing van de vestingstatus van Maastricht (en diverse andere vestingen). In de maanden daarna werd de vesting Maastricht in opdracht van het Ministerie van Oorlog ontmanteld, waarna de gronden op 15 oktober 1868 werden overgedragen aan de Dienst der Registratie en Domeinen, ressorterend onder het Ministerie van Financiën, voor eventuele sloop, verkoop en herbestemming. Als toeziend ingenieur werd aangesteld F.W. van Gendt. De stadspoorten, die onder de zeggenschap van het gemeentebestuur vielen, werden tussen 1867 en 1870 als eerste gesloopt (de al veel eerder buiten gebruik gestelde Lindenkruispoort in 1874). De afbraak van stadsmuren, wallen en buitenwerken zou nog tot de jaren 1930 doorgaan. Door toedoen van Victor de Stuers en anderen (zie hieronder) bleven hier en daar delen van de eerste en tweede stadsmuur gespaard, vooral in het zuidelijk stadsdeel.
De fortificaties van de Nieuwstad bleven tot 1884 min of meer intact. In dat jaar werd de stadsmuur tussen de voormalige Sint-Pieterspoort en het rondeel Haet ende Nijt gesloopt, inclusief een deel van de waterpoort en de waltoren naast de Sint-Pieterspoort. Waarschijnlijk is toen ook het vijfhoekige platform aan de voet van Haet ende Nijt gesloopt. Enkele jaren later, in 1887-1888 werd de courtine (verbindingsmuur) tussen de twee Nieuwstadrondelen doorbroken door de aanleg van een nieuwe weg en de bouw van de pseudo-middeleeuwse Poort Waerachtig. In 1888 werden de fortificaties in de Nieuwstad als openbare wandelplaats opengesteld voor het publiek. In 1894 werd de eerste stadsmuur tussen Helpoort en Jekertoren grotendeels gesloopt (om na amper twaalf jaar alweer herbouwd te worden). In 1906 werd ongeveer de helft van de muur tussen de Jekertoren en het rondeel De Vijf Koppen gesloopt in verband met de aanleg van de tram naar Vroenhoven (buurtspoorweg 479Int) en een nieuwe verbindingsweg tussen de Begijnenstraat en de Onze Lieve Vrouwekade. In 1906-1907 werd de eerste stadsmuur aan weerszijden van de Helpoort herbouwd, nadat delen ervan in 1894 waren gesloopt. In 1911 werd ook de Jekertoren herbouwd. In hetzelfde jaar werd een deel van de aarden opvulling van De Vijf Koppen afgegraven. Op oude foto's en tekeningen is te zien dat de ophoging bij beide rondelen minstens een meter boven de weergang uitstak.

In 1932 stortte de rij kantelen van Poort Waerachtig en masse naar beneden, waarbij wonder boven wonder niemand gewond raakte. In 1943 werden de fortificaties opnieuw openbaar toegankelijk, nadat deze omstreeks 1910 vanwege misbruik waren afgesloten. In 1951-1952 werd de muur langs het toen nog in gebruik zijnde Kanaal Luik-Maastricht gerestaureerd. In 1956 vond herstel van de buitenmuur van De Vijf Koppen plaats. In 1962-1963 werd het Kanaal Luik-Maastricht gedempt, waarbij ook de beruchte "bloodbak" verdween. De zwaaikom werd ingericht als vijver en ook het omringende Stadspark werd heringericht. In de jaren daarna zou, gedeeltelijk op de bodem van het gedempte kanaal, maar op geruime afstand van de Nieuwstadfortificaties, de Maasboulevard worden aangelegd. In 1967 werd het bovenvlak van De Vijf Koppen verder uitgegraven, daarna geplaveid met maaskeien en voorzien van zitbanken en een van elders afkomstige vuurmond (kanon zonder affuit).

### Instorting 2019 en herstel
In 2018 werden restauratiewerkzaamheden aan de courtinemuur tussen de beide rondelen uitgevoerd door een onderaannemer van Koninklijke BAM Groep, in samenwerking met de Rijksdienst voor het Cultureel Erfgoed (RCE). Daarbij werden uitbuikingen aan de veldzijde van de muur geconstateerd, vermoedelijk veroorzaakt door slechte afwatering. De afwatering werd verbeterd en er werd meetapparatuur geplaatst, waardoor de muur gemonitord kon worden.
Op 24 maart 2019 stortte een deel van de stadsmuur bij De Vijf Koppen over een breedte van zes meter in. Het betrof met name de buitenste, hardstenen mantel van de courtinemuur. Brokstukken belandden in de omliggende vijver. Op 4 april stortte opnieuw een stuk van de muur in, waardoor de bres nu tien meter breed was. Omringende muurdelen die enigszins bol stonden werden met spoed gestut met big bags, later vervangen door stalen stutconstructies en met zand gevulde containers op een kunstmatig eiland in de vijver. Het gebied werd afgesloten voor het publiek. Uit voorzorg werden de bomen op de courtinewal gekapt. Onderzoek wees uit dat de instorting veroorzaakt werd door een combinatie van vochtophoping tussen de mergelstenen binnenwand en de hardstenen buitenwand, jaren van erosie en slijtage, en de hoge druk van het grondpakket achter de muur. Ook bleek de verankering tussen de buitenschil van hardsteen en de binnenmuur van mergel onvoldoende. Een verband met de enkele maanden eerder uitgevoerde restauratie kon niet worden vastgesteld. Bij het onderzoek werd een verdiept gelegen weergang achter de courtinemuur aangetroffen.
In 2020 bleek ook de vervorming van het rondeel De Vijf Koppen verergerd te zijn, waarna diverse maatregelen werden getroffen om verdere uitbuiking te voorkomen. Zo werden aan de buitenkant big bags geplaatst en werd aan de binnenkant drie meter grond afgegraven (later verder uitgediept) om de druk van binnenuit te verminderen. De buitenmuur van het rondeel werd daarna van binnenuit verankerd. Bij de uitgraving van het rondeel kwamen enkele spaarboogachtige tongewelven tevoorschijn, mogelijk restanten van een kazemat. In de loop van 2021 werd duidelijk dat zowel de buitenschil van de courtine als die van De Vijf Koppen geheel gedemonteerd en opnieuw opgebouwd moesten worden. In overleg met de RCE en de Welstands- en Monumentencommissie (WMC) werd besloten de grondwal aan de stadszijde van de courtinemuur permanent te verlagen, waardoor de druk op de muur zal afnemen, met als bijkomend voordeel dat de ontdekte weergang vrij komt te liggen. Ook het rondeel zal niet opnieuw worden opgevuld. In feite wordt daarmee de vroeg zestiende-eeuwse situatie min of meer hersteld.

In oktober 2023 gingen de herstelwerkzaamheden door bouwcombinatie Koninklijke Woudenberg-Laudy van start. De leeggepompte eendenvijver werd ingericht als bouwwerkplaats. Hier werden ruim 2500 blokken natuursteen, afkomstig uit de buitenschil van stadsmuur en rondeel, na nummering tijdelijk opgeslagen. Na voltooiing van de constructie werden ze op exact dezelfde locatie herplaatst; 250 blokken zijn vervangen door nieuwe exemplaren. In totaal is circa de helft van het vestingwerk in oude staat teruggebracht. Op 4 april 2025 werden de herstelde stadsmuur en het rondeel officieel geopend. De hele hersteloperatie kostte ongeveer tien miljoen euro.

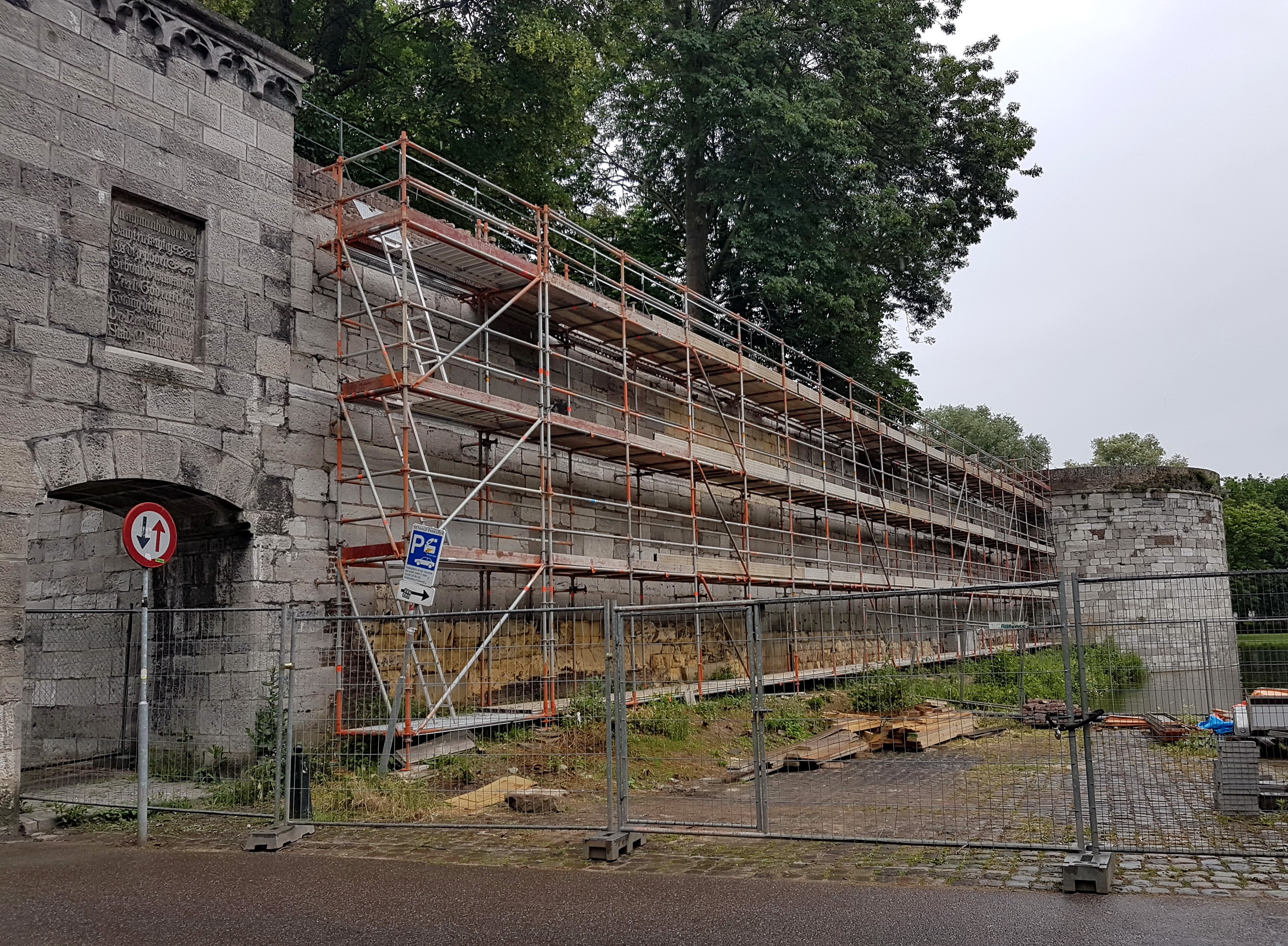
Restauratie courtinemuur vóór de instorting, juni 2018
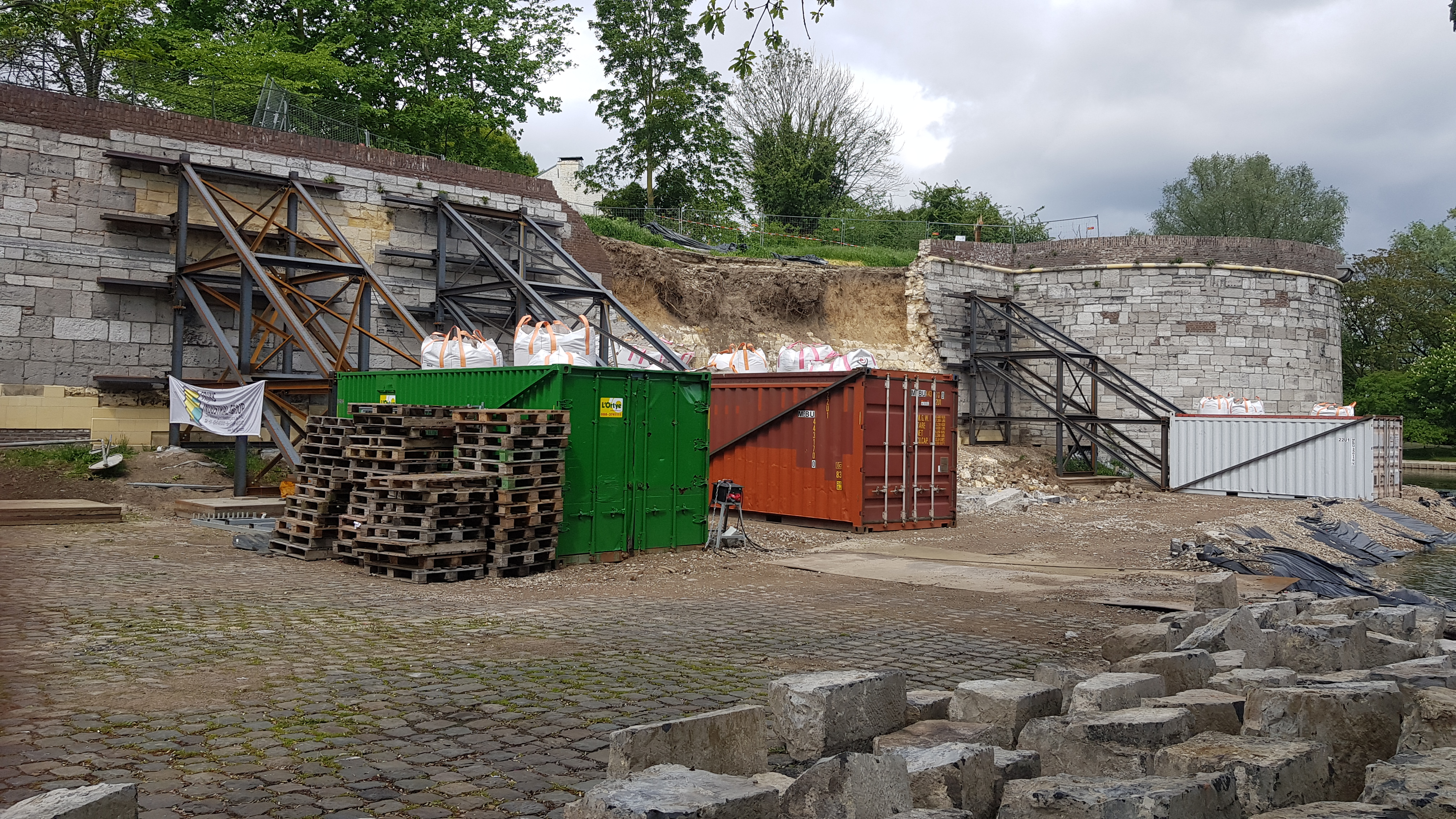
Gestutte courtinemuur na de tweede instorting, mei 2019
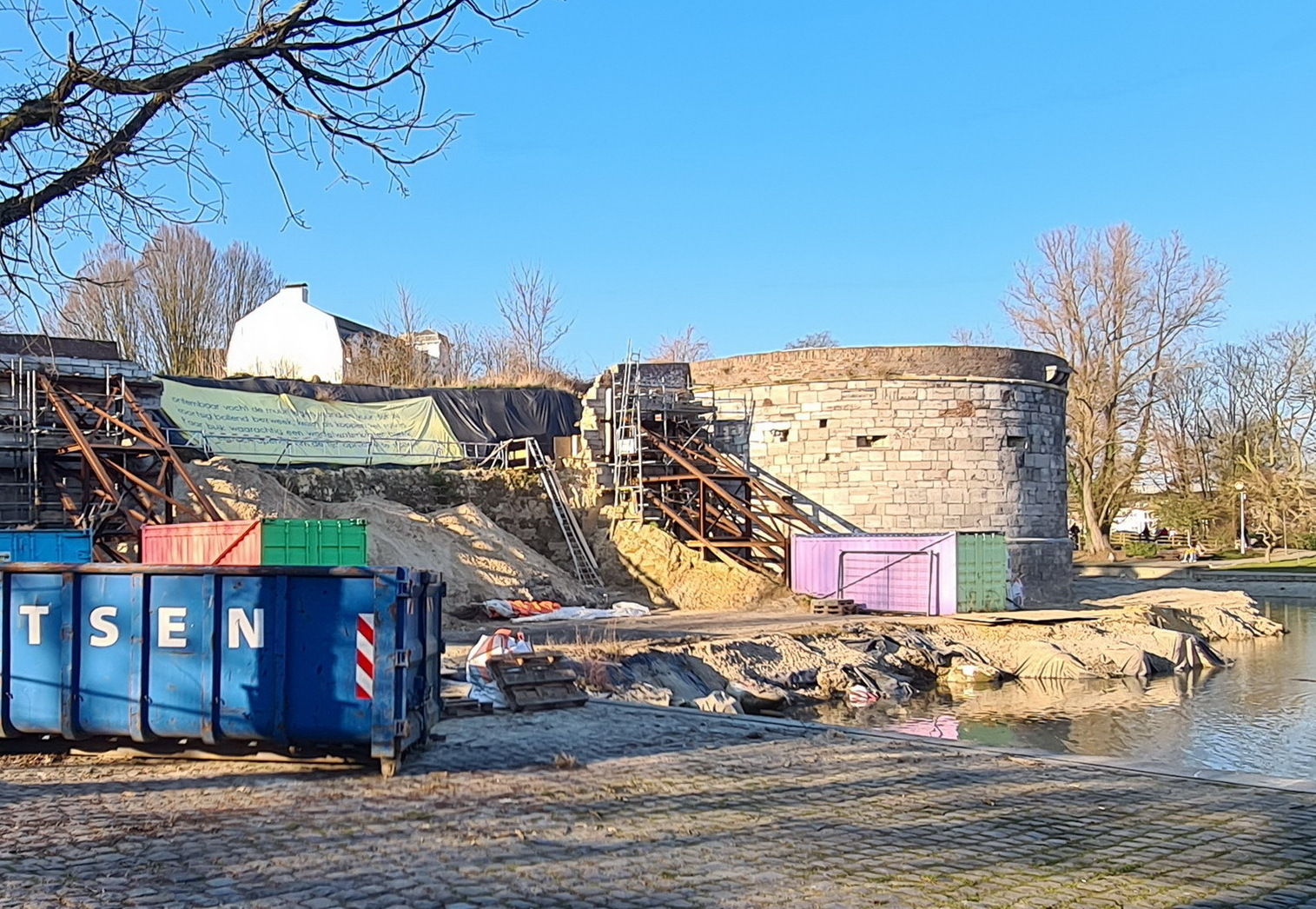
Voorbereidingen voor de restauratie, maart 2022
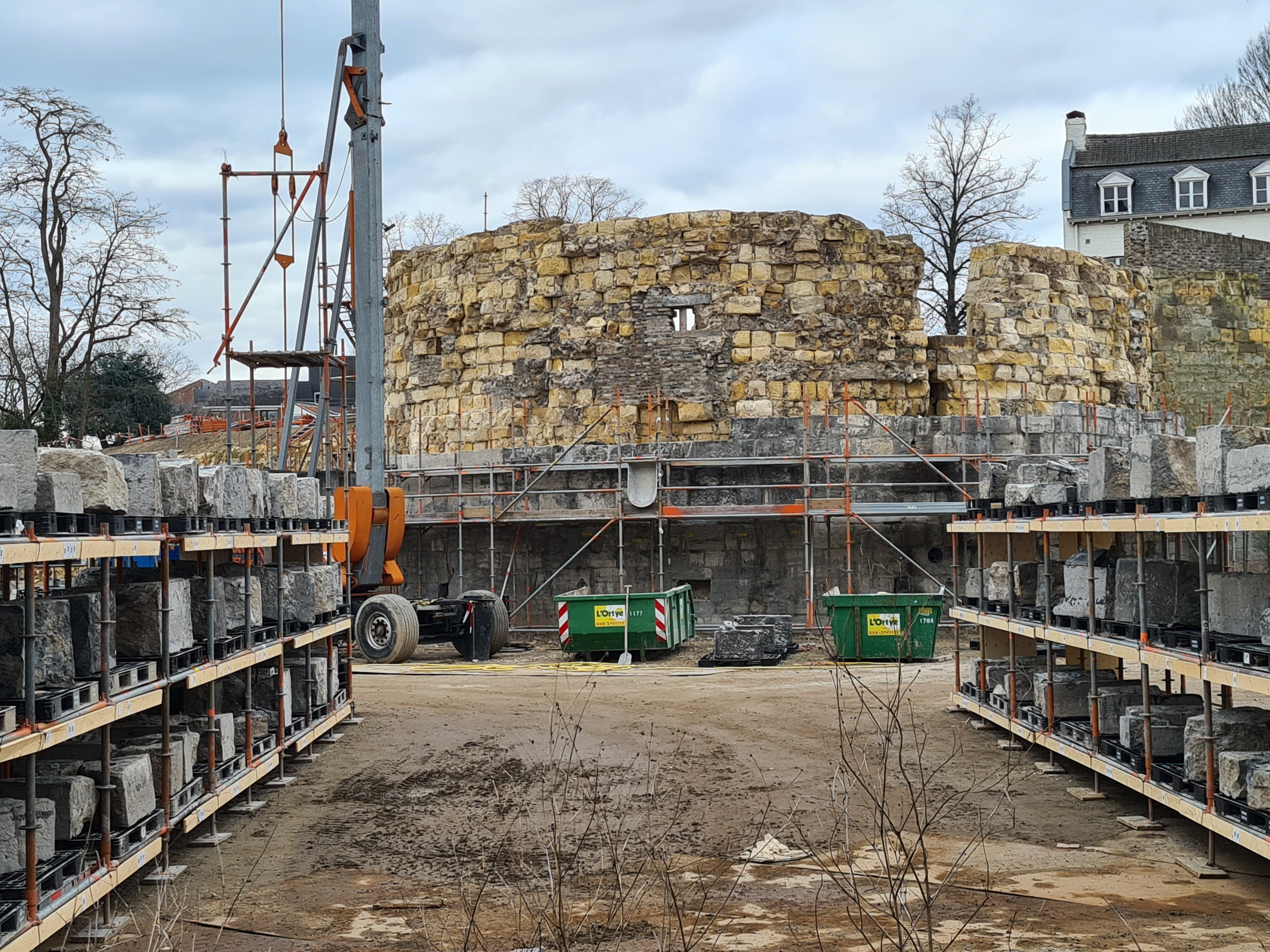
Genummerde stenen bij De Vijf Koppen, maart 2024

### Historiografie, cartografie
De totstandkoming van de Nieuwstadfortificaties wordt in de historische bronnen, zoals raadsverdragen, burgerboeken en stadsrekeningen, slechts fragmentarisch beschreven. Matthaeus Herbenus (1451-1538), de Maastrichtse humanist en scholaster van de kapittelschool van Sint-Servaas, die als een van de eersten in deze contreien een moderne stadsgeschiedenis schreef, liet een vrij uitgebreide beschrijving van de tweede stadsmuur na. Hoewel de uitbreiding van de Nieuwstad in zijn tijd tot stand kwam, wordt zij slechts in het voorbijgaan en niet geheel eenduidig vermeld. Anderhalve eeuw later stelde de dominicaan en historicus Thomas de Heer (†1685) een lijvige kroniek over de geschiedenis van Maastricht samen, waarin hij onder andere de werkzaamheden aan de tweede stadsomsluiting beschrijft aan de hand van later verloren gegane raadsverdragen. De in het Latijn gestelde kroniek van De Heer is echter nooit vertaald en uitgegeven, en de inhoud is slechts fragmentarisch bekend, gezien door de ogen van negentiende-eeuwse (amateur)historici.

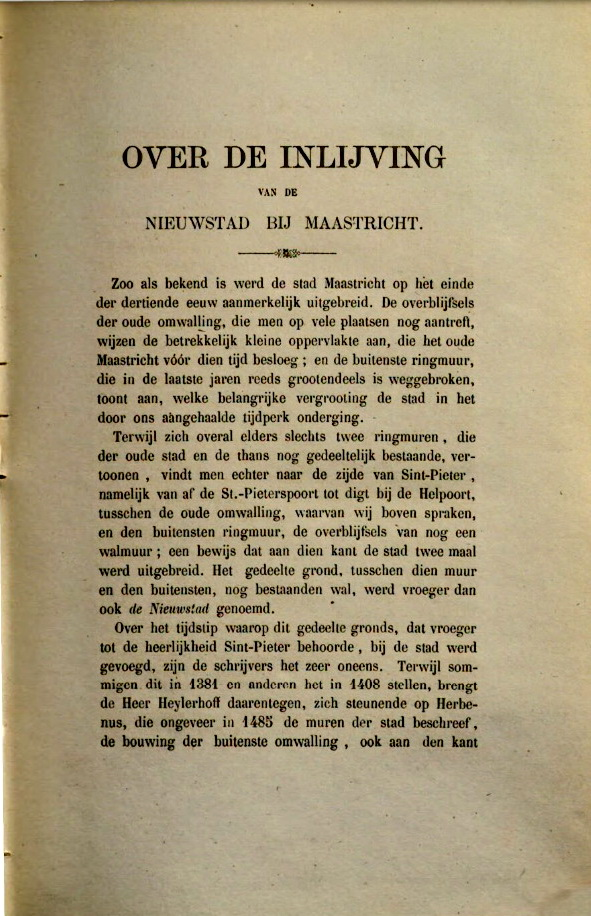
'Over de inlijving van de Nieuwstad bij Maastricht' (H.P.H. Eversen, 1877)

Zo meende Martinus van Heylerhoff (1776-1854), vermoedelijk door verkeerde lezing van Herbenus en steunend op een onduidelijke passage bij De Heer, dat de ommuring van de Nieuwstad uit de late dertiende eeuw moest dateren. Hij werd daarin gesteund door onder anderen Guillaume Franquinet (1826-1900) en Pierre Doppler (1861-1931). In 1877 verscheen een zeer gedegen studie over de Nieuwstad door de archivaris Herman Eversen (1835-1883) in de Publications de la Société Historique et Archéologique dans le Duché de Limbourg. Eversen was de eerste die een duidelijke fasering in de totstandkoming van de Nieuwstadversterkingen wist aan te geven. Zijn dateringen zijn tot op heden accuraat gebleken.
Tussen 1926 en 1953 verschenen van jhr. E.O.M. van Nispen tot Sevenaer (1895-1957) de vijf delen van zijn studie over de monumenten van Maastricht in de reeks De Nederlandse monumenten van geschiedenis en kunst. De Nieuwstadfortificaties worden in het eerste deel beknopt behandeld. Van Nispen illustreerde zijn beschrijving van de rondelen met enkele plattegronden, die waarschijnlijk omstreeks dezelfde tijd (jaren 1920) waren vervaardigd in opdracht van de Rijksdienst voor de Monumentenzorg. In de tweede helft van de twintigste eeuw gold de amateurhistoricus Louis Morreau (1911-1999) als de vestingdeskundige van Maastricht. Hij schreef onder andere het standaardwerk Bolwerk der Nederlanden (1979), waarin hij de bevindingen van Eversen aangaande de Nieuwstad grotendeels volgde. Van Morreau's tijdgenoot, de historicus en stadsarchivaris J.G.J. Koreman (1922-1983), verscheen in 1984 een boekwerkje over de Nieuwstad, bedoeld voor een breed publiek, waarin geen nieuwe inzichten naar voren komen. Vrijwilligers van de in 1976 opgerichte Stichting Maastricht Vestingstad (SMV) en de in 1999 opgerichte Stichting Maastricht 1867 doen eveneens onderzoek naar de diverse stadsomsluitingen.
Een vrij betrouwbare cartografische bron uit de tweede helft van de zestiende eeuw is de plattegrond van Maastricht in de stedenatlas Civitates orbis terrarum van Braun en Hogenberg, voor het eerste gepubliceerd in 1575. De kaart, in vogelvluchtperspectief, werd nog tot in de zeventiende eeuw herdrukt. Soms werd de plattegrond hier en daar bijgewerkt, zoals te zien is op het hierboven afgebeelde detail van een uitgave van 1612, waarop de Nieuwstadfortificaties op provisorische wijze zijn ingetekend. Ook het vogelvluchtpanorama in dezelfde atlas, gebaseerd op tekeningen van de Maastrichtse kanunnik Simon de Bellomonte, verschaft informatie die nergens anders te vinden is. Zo is te zien dat de Jeker zich buiten de waterpoort bij de Jekertoren vertakt: een tak stroomt rechtdoor naar de Maas; de andere wordt noordwaarts langs een watermolen geleidt. Latere plattegronden uit de zestiende, zeventiende en achttiende eeuw verschaffen nauwelijks meer informatie. Veel kaarten van Maastricht hebben een militaire achtergrond en zijn daarom toegespitst op de gordel van buitenwerken, de circumvallatielinies en de naderingsloopgraven, waar zich de meeste oorlogshandelingen afspeelden. Sommige kaarten tonen het gebied binnen de stadsmuren als een witte vlek. Een belangrijke uitzondering is de gedetailleerde plattegrond die de Franse militair ingenieur Jean-Baptiste Larcher d'Aubencourt (1716-1796) maakte tijdens de kortdurende Franse bezetting van Maastricht in 1748-1749. Ook de kadasterkaart van 1823-1830 biedt veel informatie.
Een andere bron van informatie over de Nieuwstadfortificaties zijn de diverse historische maquettes van Maastricht. De plattegrond van Larcher d'Aubencourt vormde de basis voor de bouw van de Franse maquette van Maastricht in het midden van de achttiende eeuw. In de jaren 1970 en 80 werd een getrouwe kopie van deze maquette vervaardigd. Zowel de plattegrond als de beide maquettes tonen in detail de vestingwerken van de Nieuwstad. In navolging hiervan stelde een groep vrijwilligers van de Stichting Maastricht 1867 zich ten doel een maquette van Maastricht in het jaar 1867 te bouwen, het laatste jaar waarin de vesting intact was. Deze maquette, waaraan sinds 1999 wordt gewerkt en waarvoor veel archiefonderzoek wordt verricht, is gedetailleerder dan de Franse maquette. De voltooiing zal naar verwachting nog enkele decennia op zich laten wachten, maar het gedeelte betreffende de Nieuwstad is al enige tijd geleden gereedgekomen (zie afbeeldingen hierboven).

## Erfgoed

### Vestingwerken
De vestingwerken aan de zuid- en oostzijde van de Nieuwstad dateren oorspronkelijk uit de tweede helft van de vijftiende eeuw, maar werden in de jaren 1515-1517 vernieuwd. De omsluiting van de Nieuwstad was ongeveer 320 m lang, waarvan iets minder dan de helft resteert. Verdwenen zijn onder andere een of twee muurtorens en een waterpoort nabij de Jekertoren. Van de door de Jeker gevoede stadsgracht, waarvan de waterstand gereguleerd werd door middel van twee stenen beren met duikers en overlaten, is nauwelijks meer iets te herkennen in de huidige parkvijvers. Twee omvangrijke rondelen, een courtinemuur en een deel van de waterpoort bij de voormalige Sint-Pieterspoort bleven bewaard. Eveneens bewaard bleef een deel van de eerste ommuring van de Nieuwstad op de noordelijke Jekeroever. De oudere restanten van de eerste en tweede stadsmuur, die de noordelijke begrenzing van de Nieuwstad vormen, worden elders besproken.

#### Rondeel Haet ende Nijt

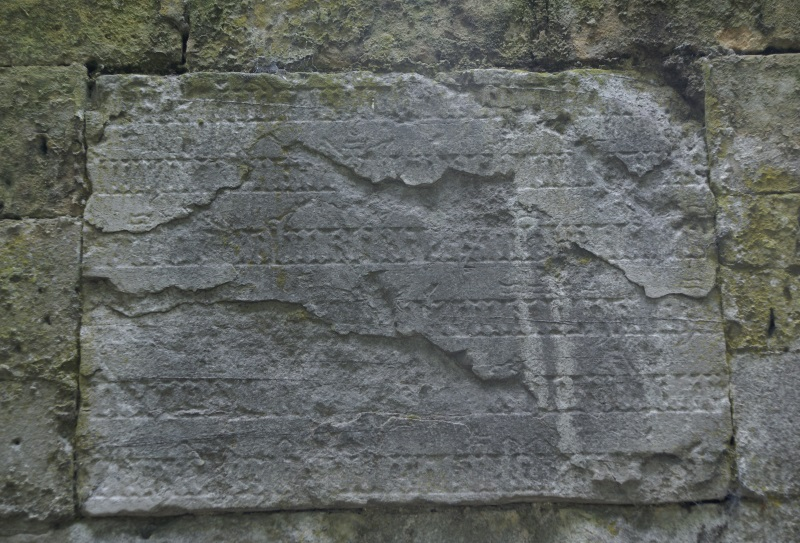
Originele naamsteen van Haet ende Nijt

Haet ende Nijt is het westelijke rondeel van de Nieuwstadfortificaties. Het is een halfrond bolwerk met een doorsnede van 15 m, dat voor iets meer dan de helft uit de stadsmuur naar voren springt. De buitenzijde is bekleed met grote blokken regelmatig gezaagde Naamse steen. Onder de hardstenen bekleding bevindt zich een muurlichaam van mergelsteen. Het rondeel heeft een iets uitspringende plint en langs de bovenrand een gehavende fries met drietandversiering. Een ingemetselde, gebeeldhouwde wapensteen toont het Bourgondisch kruis tussen twee Maastrichtse stadsterren. Aan de oostzijde van het rondeel bevindt zich, vrij laag, een poterne, die toegang geeft tot de onderste kazemat. Aan de westzijde is een soortgelijke opening, vermoedelijk bij een restauratie uitgebroken. De stadszijde of keel van het bolwerk, die gedeeltelijk aan het oog onttrokken is door een aarden wal, is opgetrokken uit mergel. Hier bevindt zich de verdiept aangelegde toegang tot de kazemat op de eerste verdieping van het rondeel. Boven de deur bevindt zich een timpaanvormige latei, die met de stadsster is versierd. Daarboven is een naamsteen aangebracht met een moeilijk leesbaar vers dat de naam verklaart (in 2018 vervangen door een replica). Aan beide zijden van de toegang bevinden zich kleine, met hardsteen omlijste vensteropeningen, die met lateien zijn gedekt. Het voorplein aan de noordzijde van het rondeel is met Maaskeien geplaveid. Een hardstenen trap aan de noordoostzijde van het voorplein leidt naar het platform, dat de bovenkant van het bolwerk vormt. De ooit bolle bovenkant is gedeeltelijk afgegraven; alleen de rand steekt nog boven de borstwering uit en is om veiligheidsredenen afgezet, tot 2018 door middel van een houten palissade, daarna met een muurtje van cortenstalen platen, waarin de naam van het rondeel is gestanst. Op het met Maaskeien geplaveide platform staat een gietijzeren kanon, voorheen op een houten replica van een affuit. In 2022 werd de affuit door vandalen in brand gestoken.

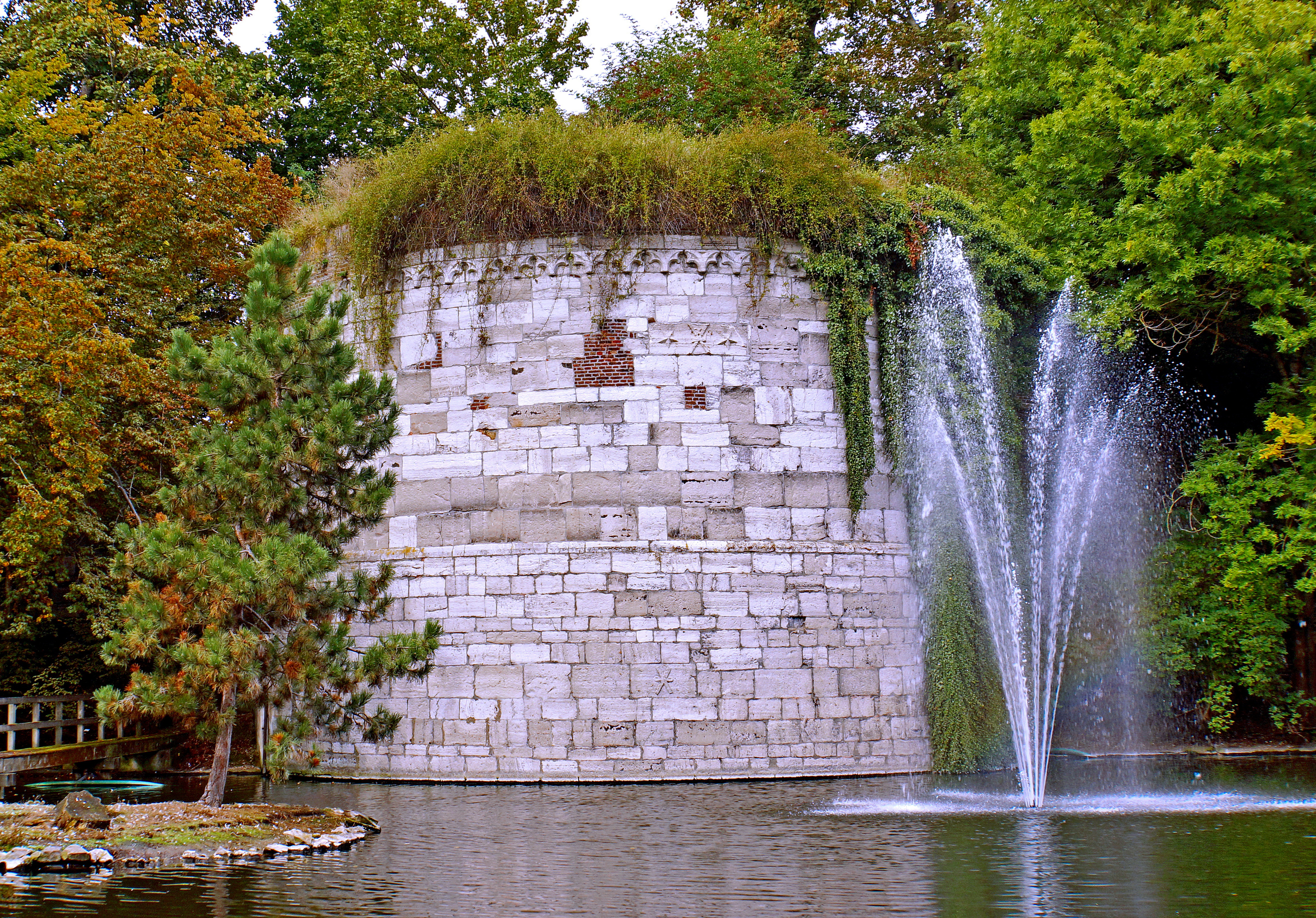
Parkzijde rondeel met vijver, eilandje en fontein
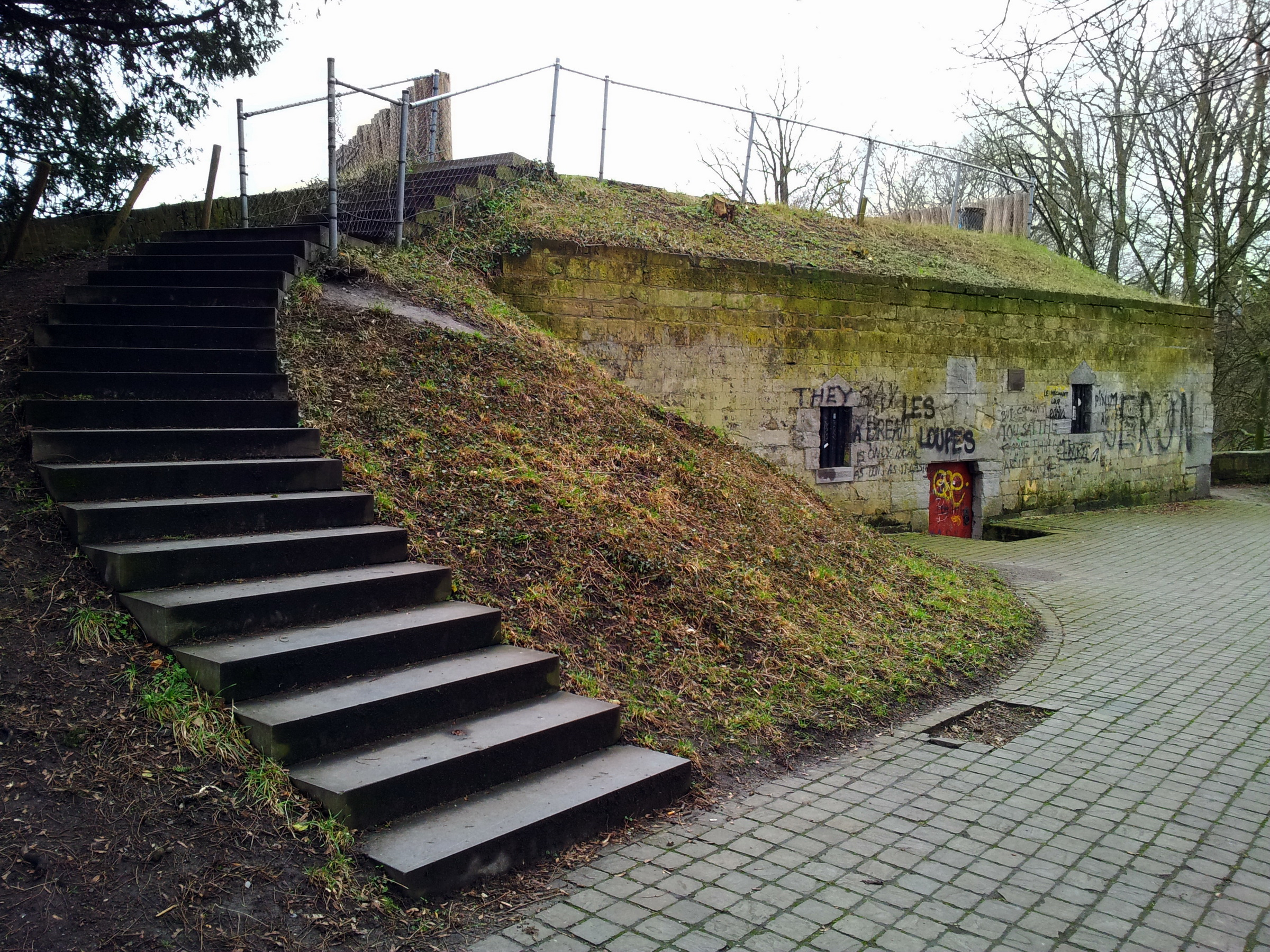
Voorplein aan de stadszijde met keel en trap naar platform
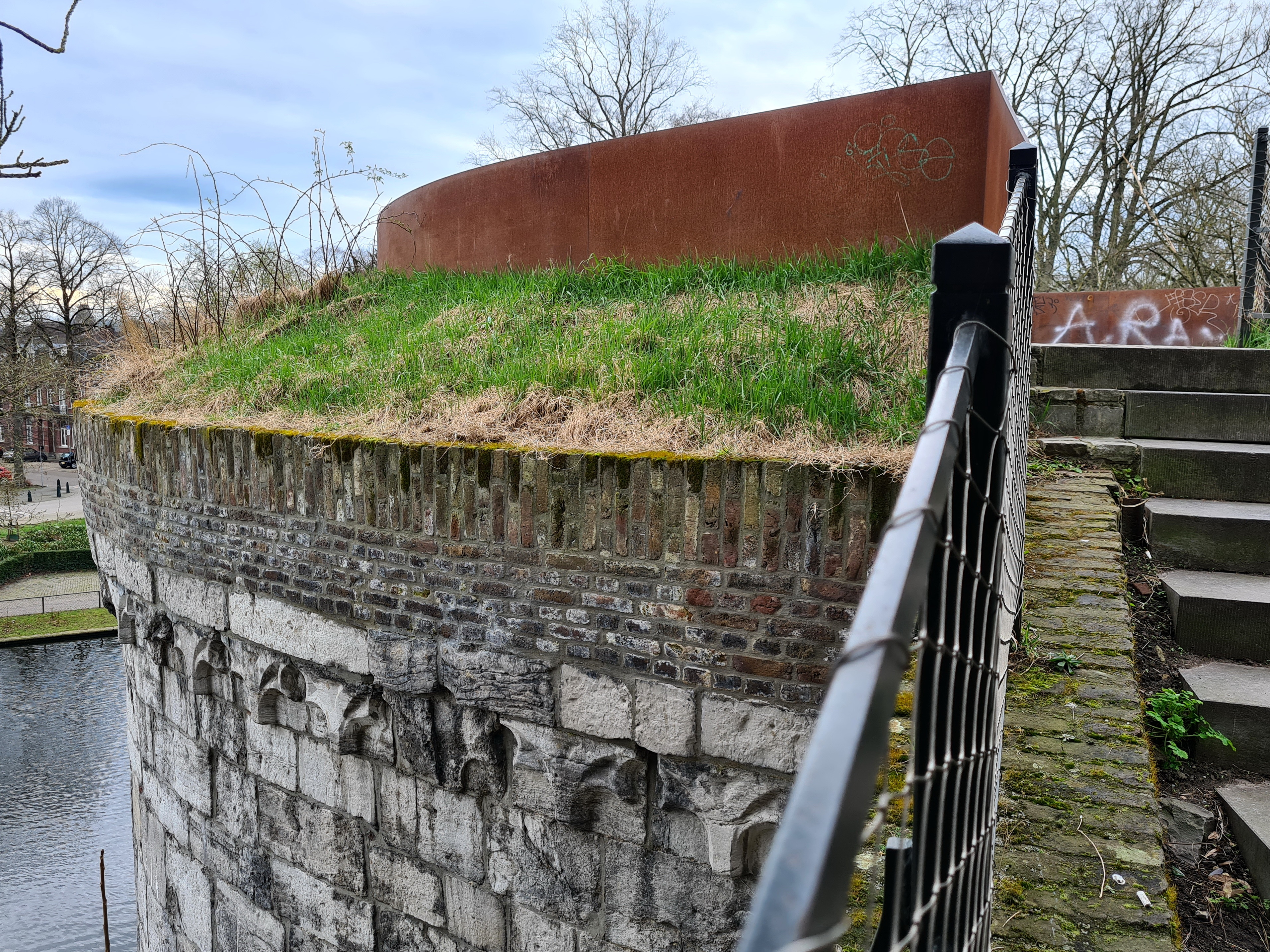
Detail oostzijde met fries en nieuwe afrastering (2024)
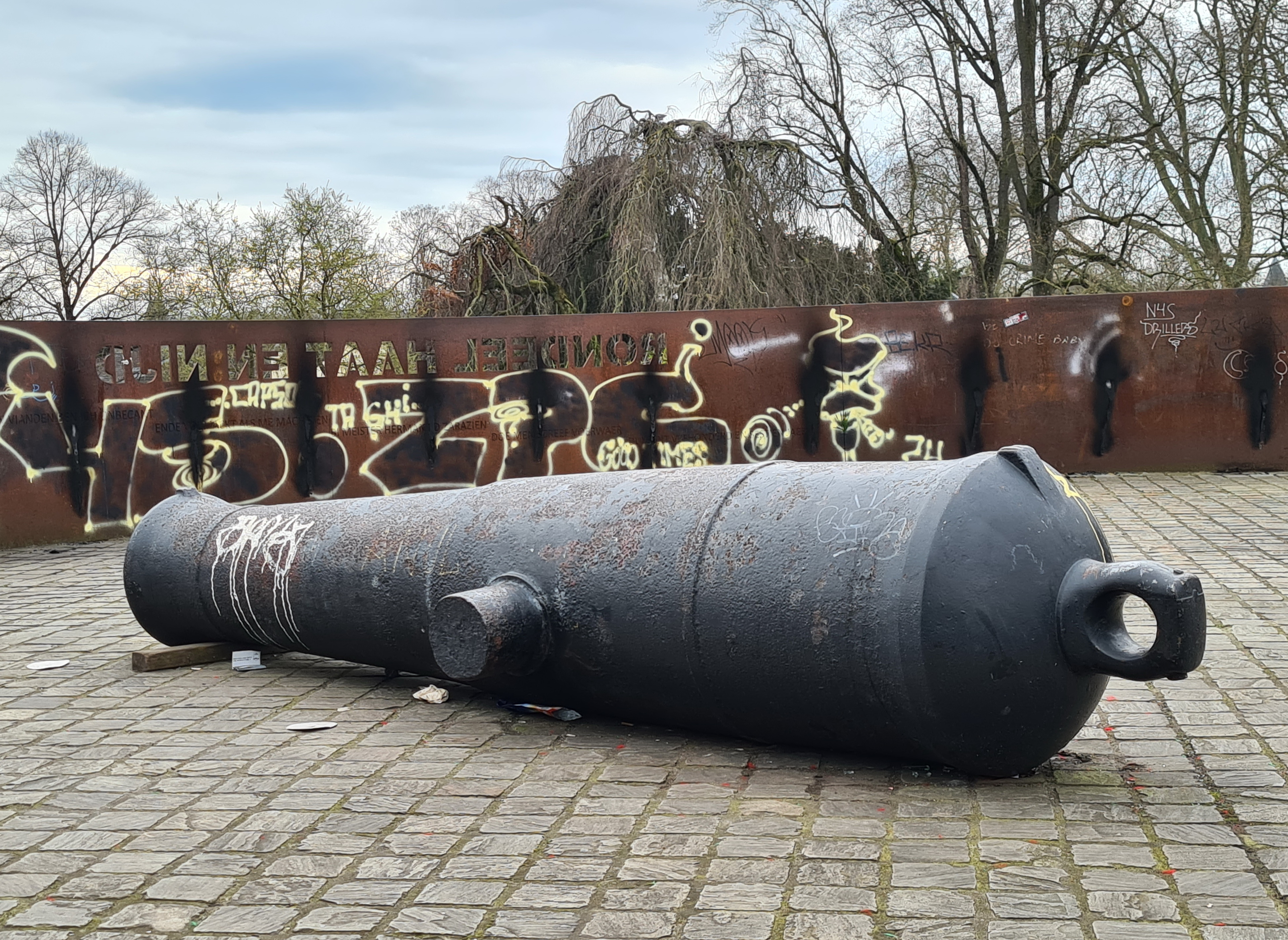
Vuurmond (zonder affuit) en bekladde afrastering (2024)

#### Rondeel De Vijf Koppen
Het rondeel De Vijf Koppen, voorheen De Drie Duiven genoemd, is van hetzelfde type als Haet ende Nyt, maar is iets groter (middellijn ca. 18 m) en steekt voor ongeveer twee derde van een cirkel uit het muurfront. De buitenmuur is ook hier bekleed met Naamse steen. De plint is echter lager en de gebeeldhouwde fries ontbreekt. Langs de bovenrand markeert een cordonlijst de onderkant van de bakstenen borstwering. Aan de borstwering bevindt zich een mezekouw. Iets ter rechterzijde daarvan is in de buitenmuur een steen ingemetseld, met een reliëf van twee gekruiste geweerlopen of laadstokken, die een andreaskruis vormen en geplaatst zijn tussen twee kogels. De afbeelding lijkt enigszins op de Bourgondisch-Maastrichtse wapensteen van Haet ende Nijt. De keelmuur aan de stadszijde was deels aan het oog onttrokken door een hoge aarden aarden wal, maar door de verlaging van de wal bij de restauratie van 2023-2025 is de mergelstenen muur weer in het zicht komen te liggen. Op het platform bovenop het rondeel stond voorheen een gietijzeren kanon opgesteld, vergezeld van een houten replica van de staak waarop de hoofden van de 'verraders' van 1638 waren gespietst. Na de restauratie van het rondeel is het platform heringericht, waarbij het kanon en de staak niet terugkwamen en gekozen werd voor een inrichting met slechts twee stenen zitbanken.

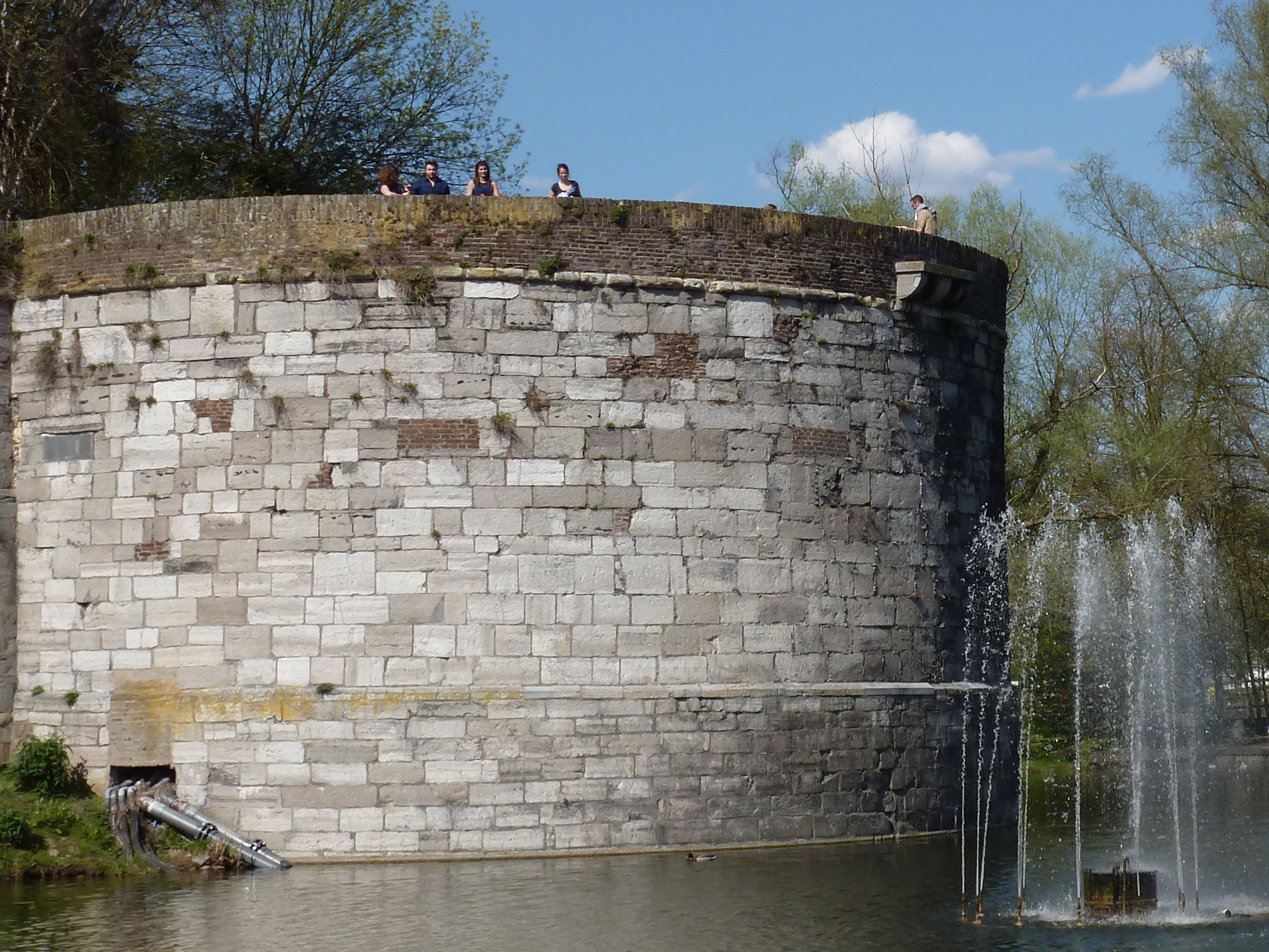
Buitenmuur met mezekouw en dichtgemetselde schietgaten
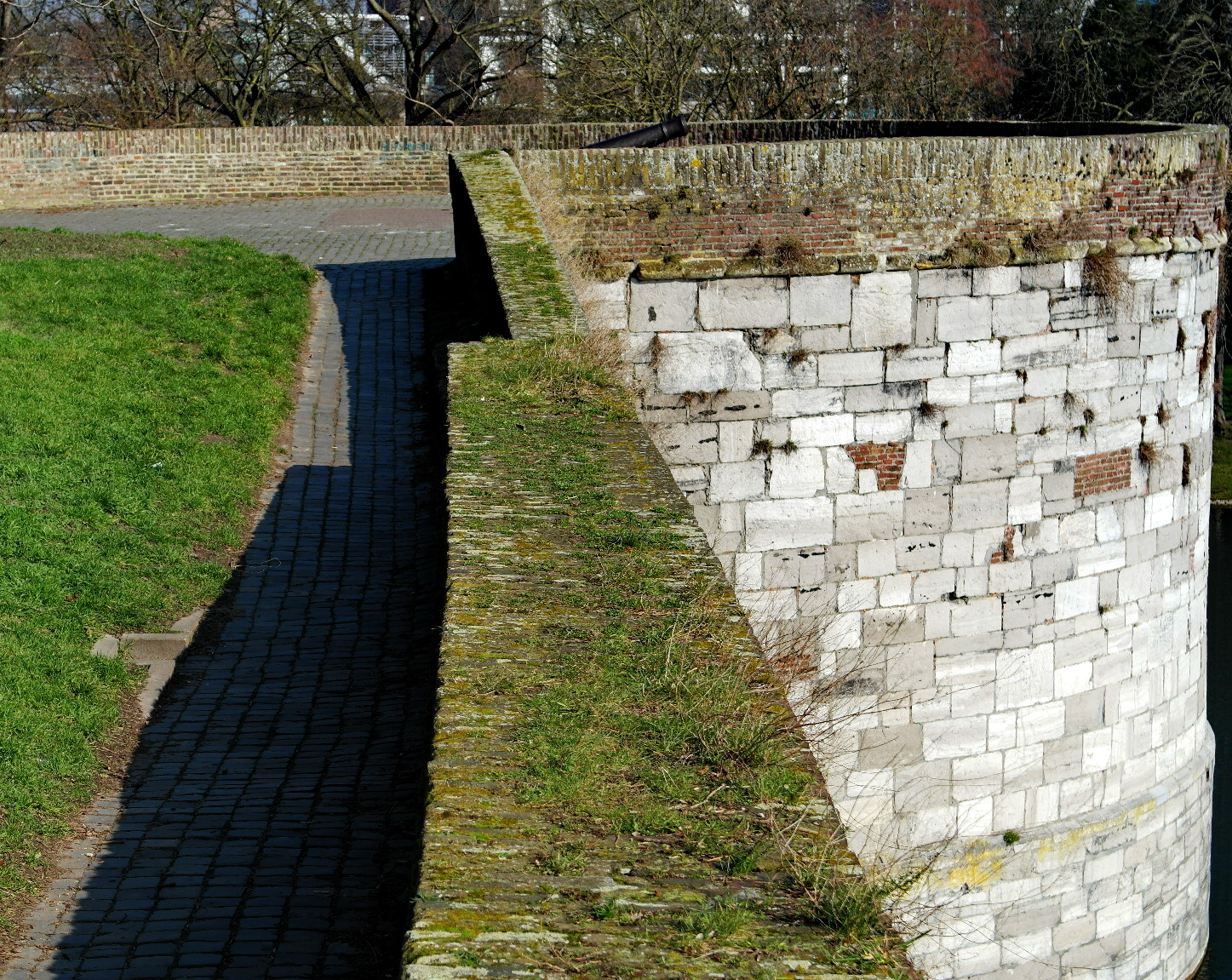
Gezicht op het rondeel vanaf de courtine
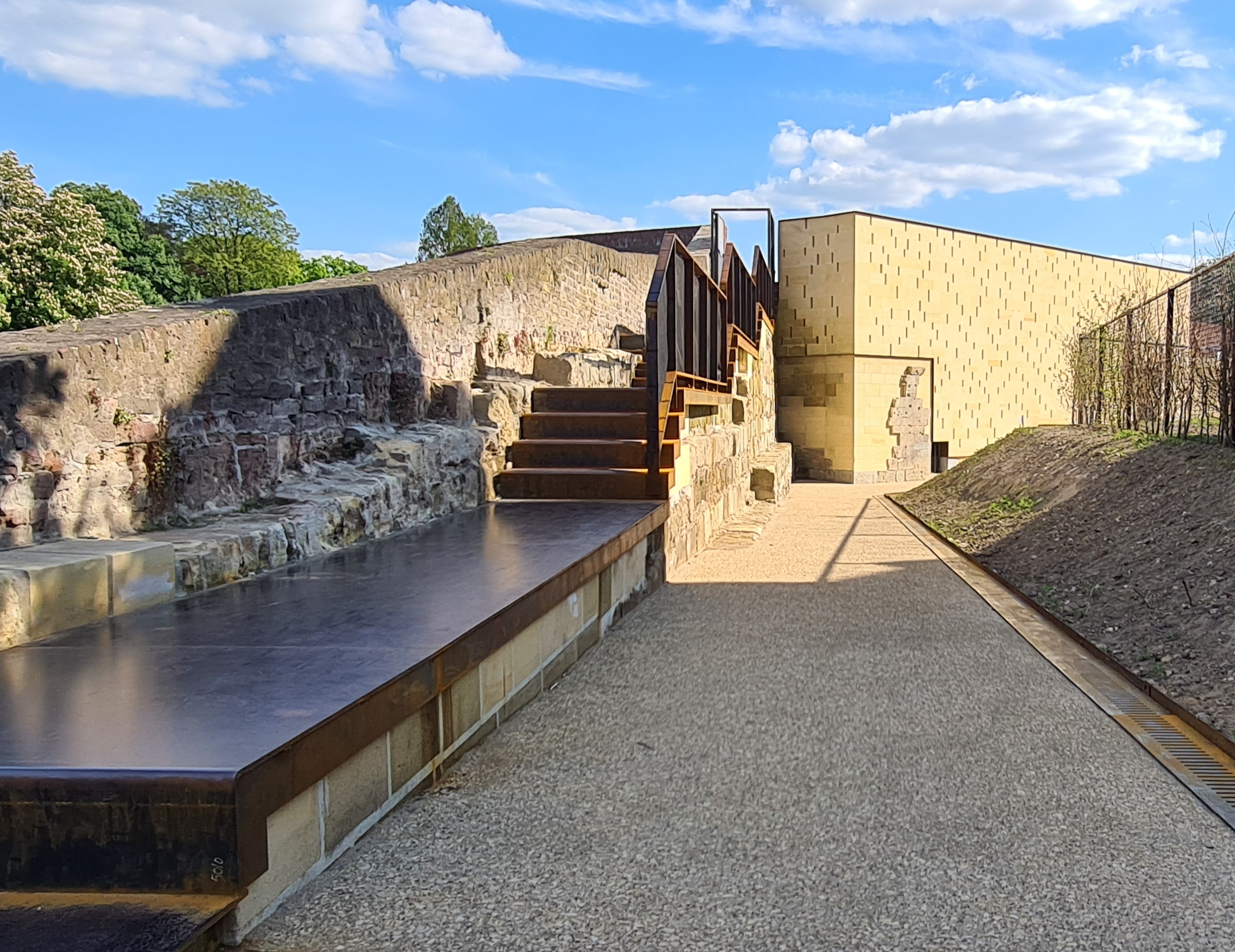
Voetpad naar keel; trap naar platform (anno 2025)
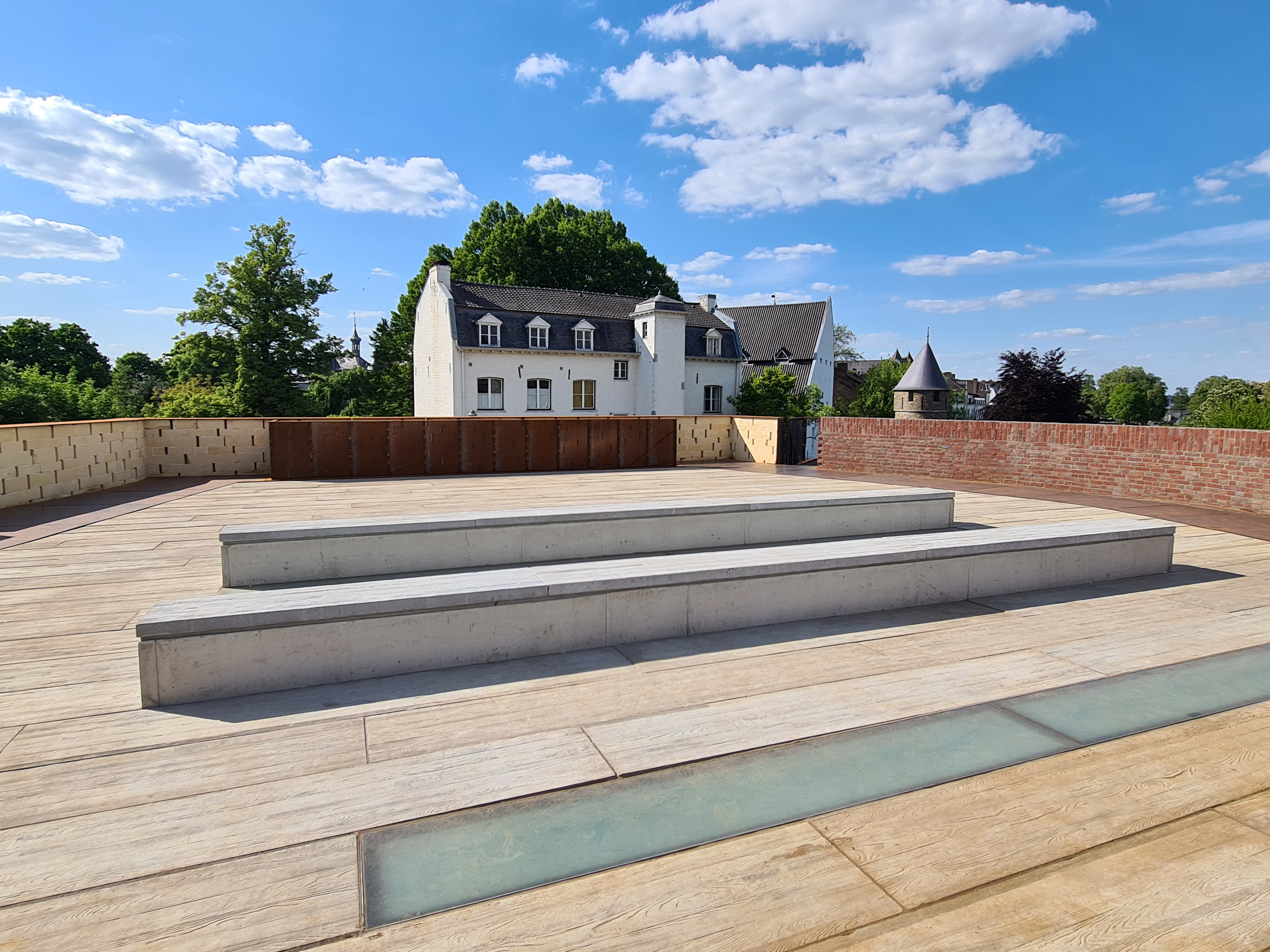
'Leeg' platform met zitbanken (anno 2025)

#### Kazematten

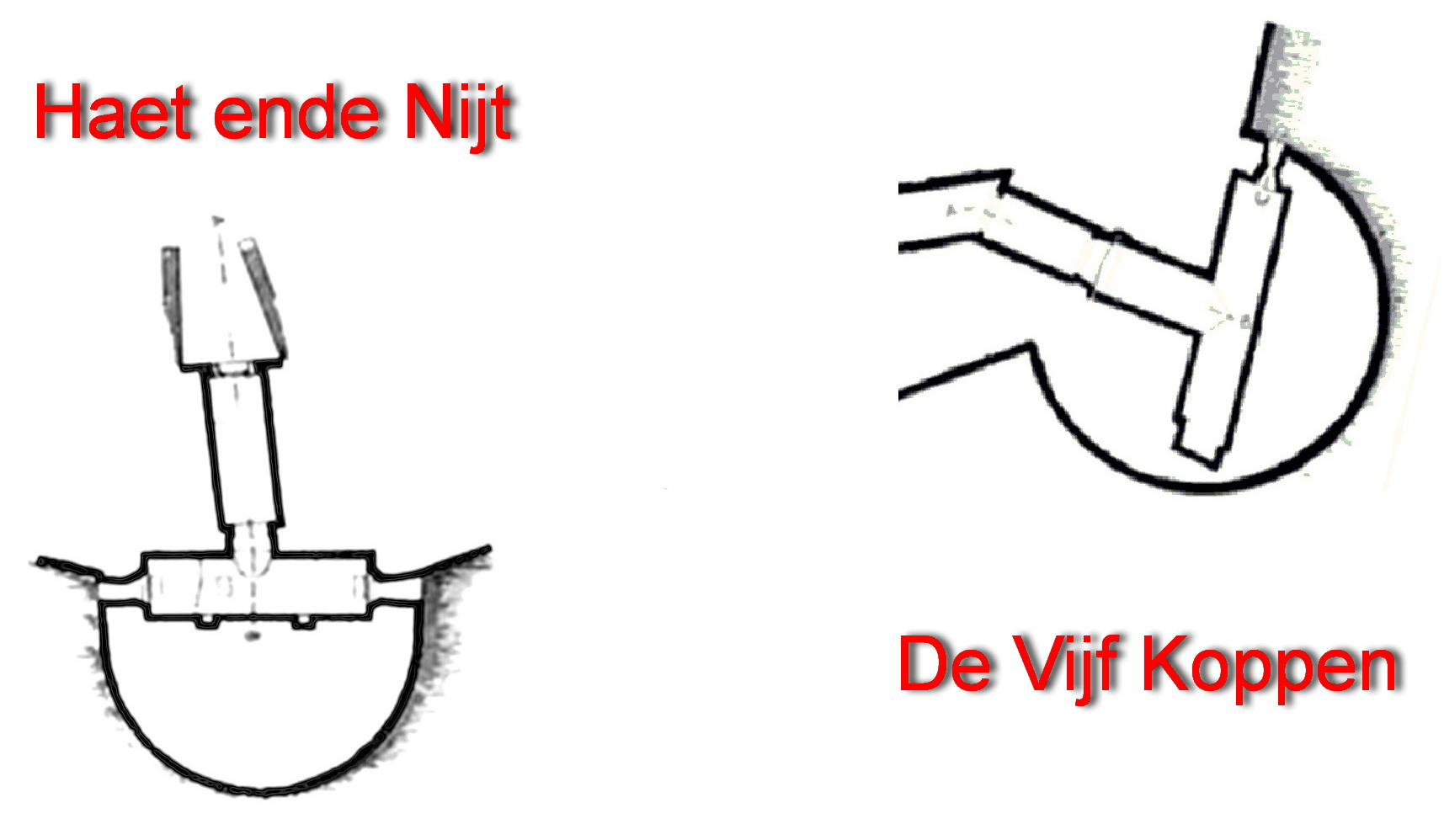
Plattegrond van de (lage) kazematten

Beide rondelen zijn waarschijnlijk al in de zestiende eeuw voorzien van dubbele kazematten. Bij Haet ende Nijt zijn beide, boven elkaar gelegen kazematten nog min of meer in oorspronkelijke staat. Deze werden in het verleden gebruikt als kruitmagazijn, reden waarom dit rondeel ook werd aangeduid als "Polvertoren". Beide kazematten zijn circa 275 cm breed en hoog. De onderste heeft een lengte van 10 m en is te bereiken via een 9 m lange verbindingsgang aan de noordzijde van het bolwerk, en tevens via twee poternes aan de zijkanten. De bovenste kazemat is 12 m lang en te bereiken via een poort aan het voorplein van het rondeel. Bij De Vijf Koppen was slechts de onderste kazemat bewaard gebleven. Deze is te bereiken via een 32 m lange, geknikte gang met een tongewelf. Onder het rondeel splitst deze zich in twee gangen, die in totaal 13,5 m lang, 2 m breed en 2 m hoog zijn. Boven deze kazemat werd een tweede vermoed, zoals bij Haet ende Nijt. Bij de uitgraving van het rondeel in 2020 werden tongewelven ontdekt van deze verdwenen kazemat, waarvan de restanten zijn gerestaureerd en opnieuw toegankelijk gemaakt.

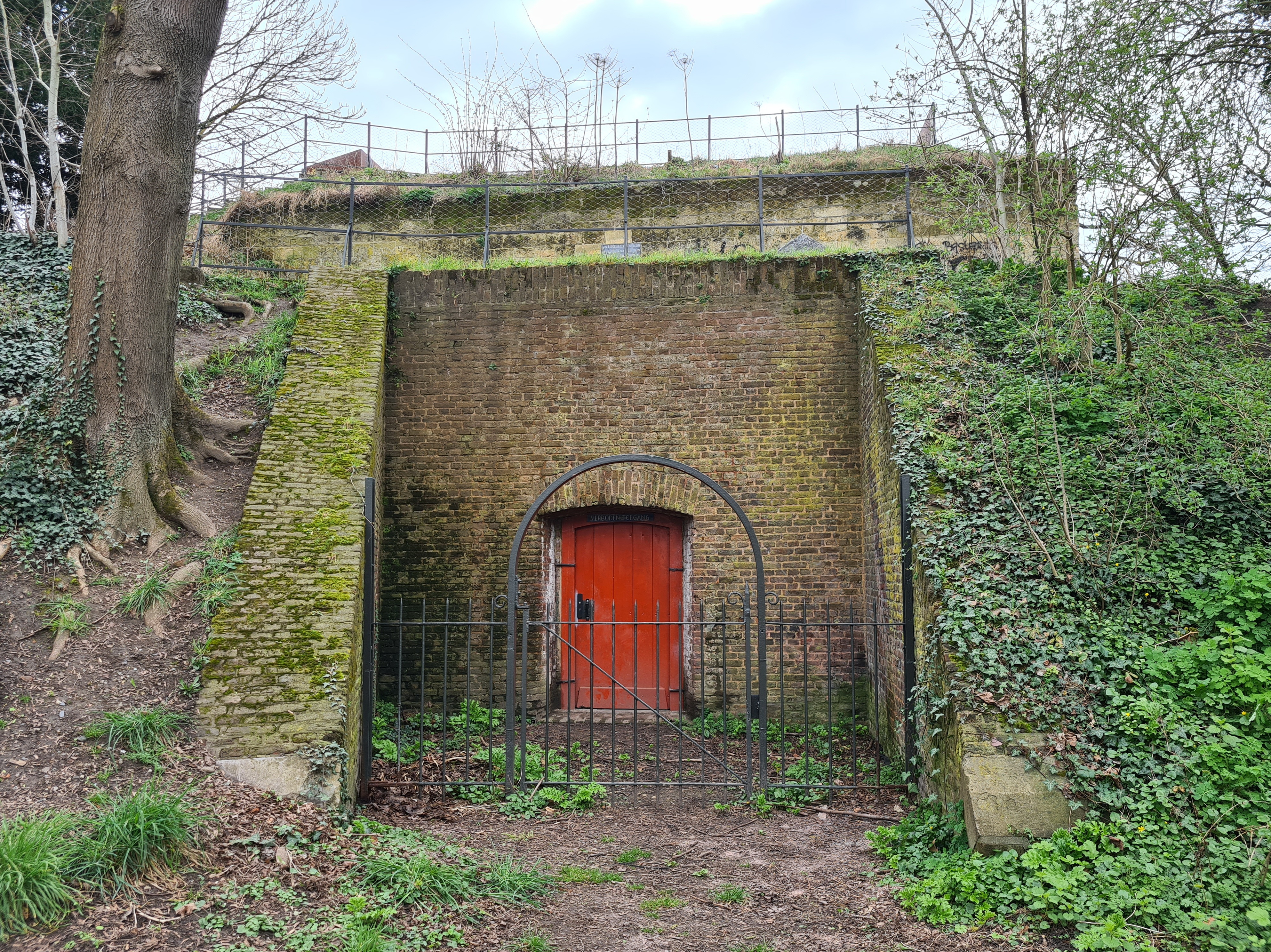
Lage kazemat van Haet ende Nijt, noordelijke ingang
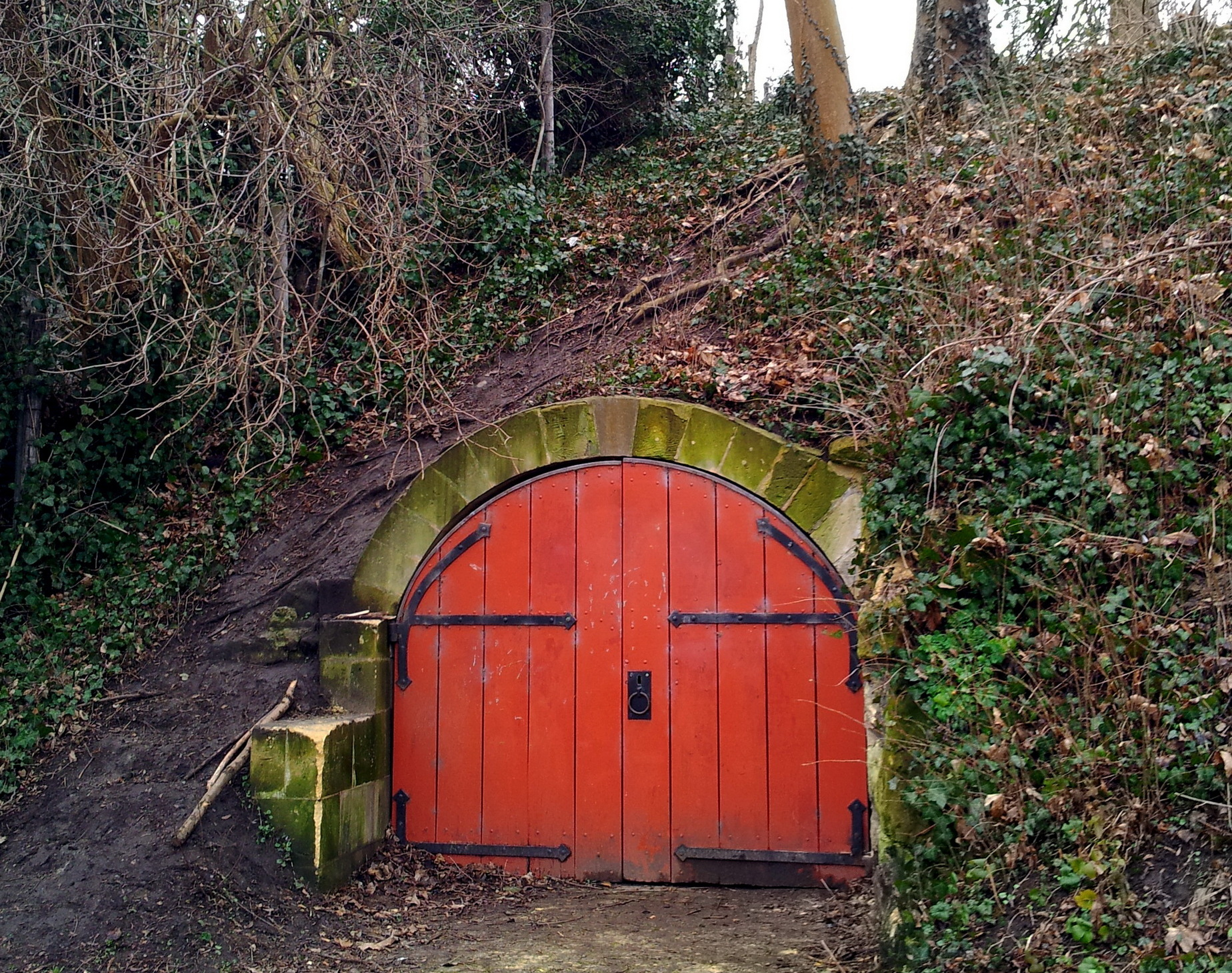
Lage kazemat De Vijf Koppen, noordwestelijke ingang
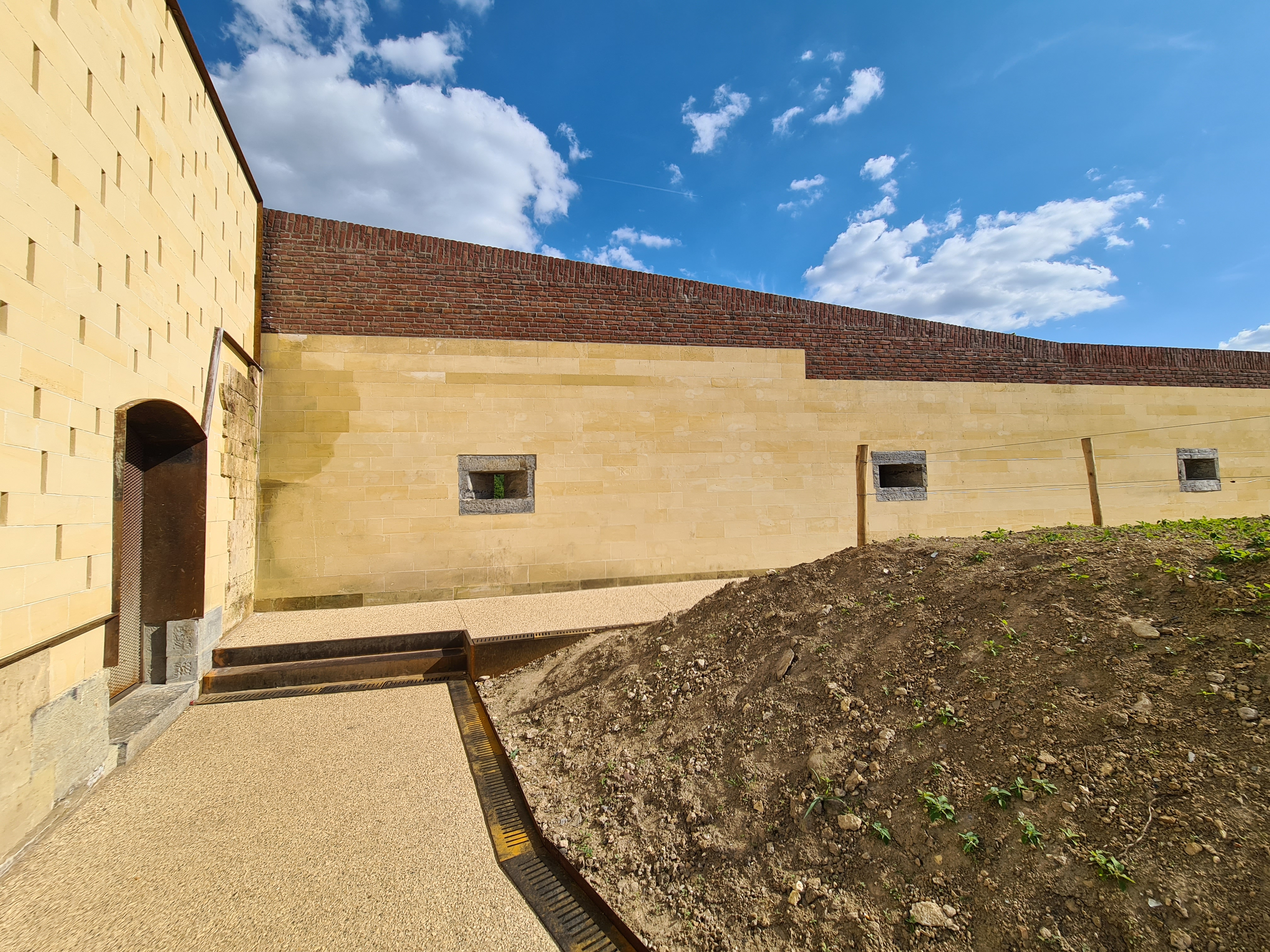
Bovenste kazemat De Vijf Koppen, ingang (links)
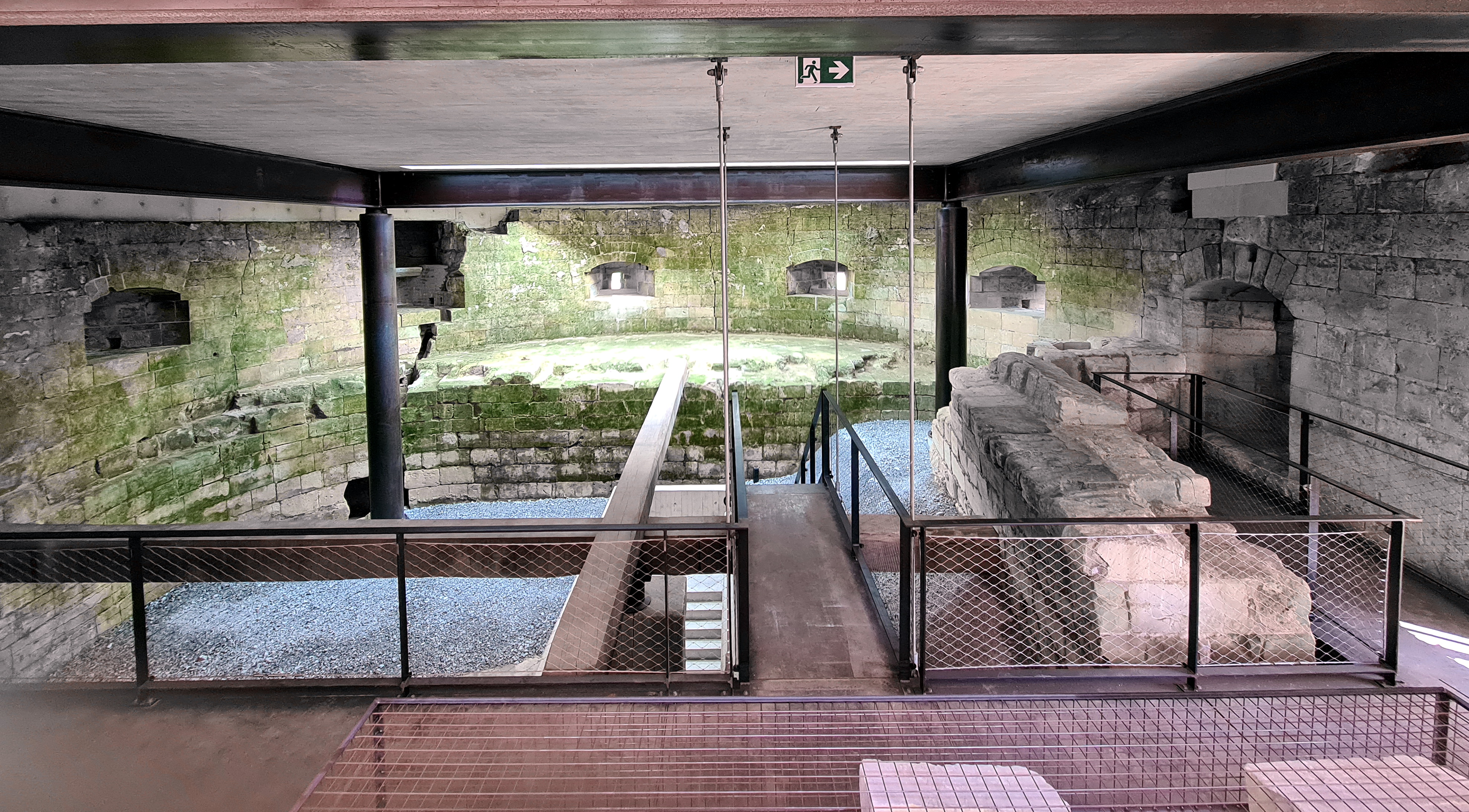
Idem, interieur

#### Courtine en Poort Waerachtig
De verbinding tussen de rondelen Haet ende Nyt en De Vijf Koppen wordt gevormd door een courtine, die bestaat uit een stenen muur en een aarden wal. De muur is opgetrokken uit Naamse steen, maat bevat tal van reparaties in mergel of baksteen. Aan de bovenzijde, maar lager aangebracht dan bij Haet ende Nyt, loopt een fries. De circa 93 m lange courtine werd in het jaar 1886 doorbroken. De poort die toen werd aangebracht in neogotische stijl staat bekend als Poort Waerachtig. Het poortgebouw is 13 m breed en bevat drie doorgangen: een brede, spitsbogige voor het wegverkeer, geflankeerd door twee getoogde poortjes voor voetgangers. Aanvankelijk werd het bouwwerk bekroond door kantelen, die echter in 1936 omlaag stortten en daarna niet werden hersteld. Het ontwerp was van Pierre Cuypers, in samenspraak met Victor de Stuers. Aan de veldzijde bevindt zich een reliëf met het wapen van Maastricht en een jaardicht geschreven door De Stuers. Aan de stadszijde van de courtine bevindt zich een met bomen begroeide, hoge aarden wal, die anno 2024 deels wordt afgegraven en heringericht.

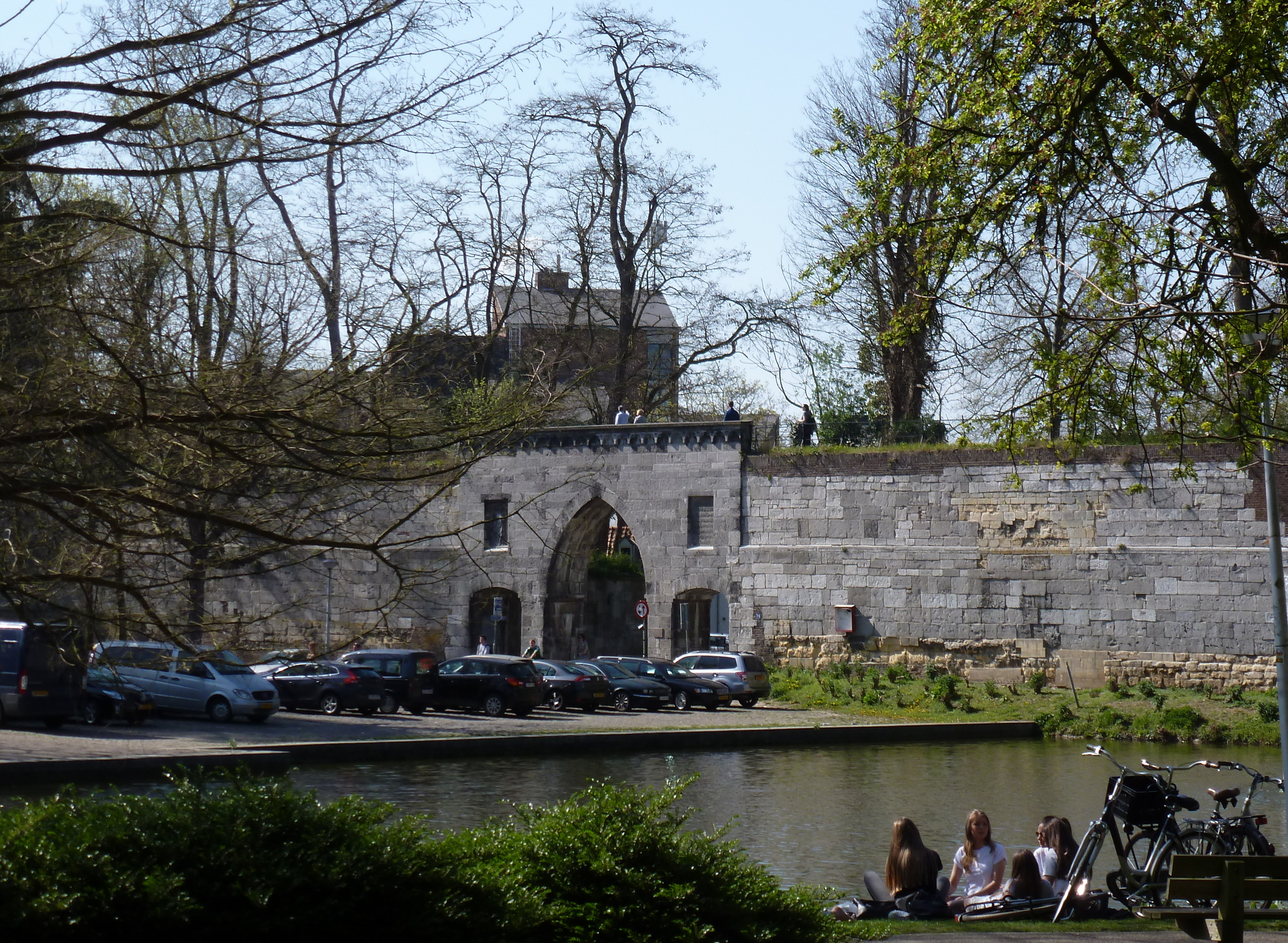
Veldzijde courtine met Poort Waerachtig
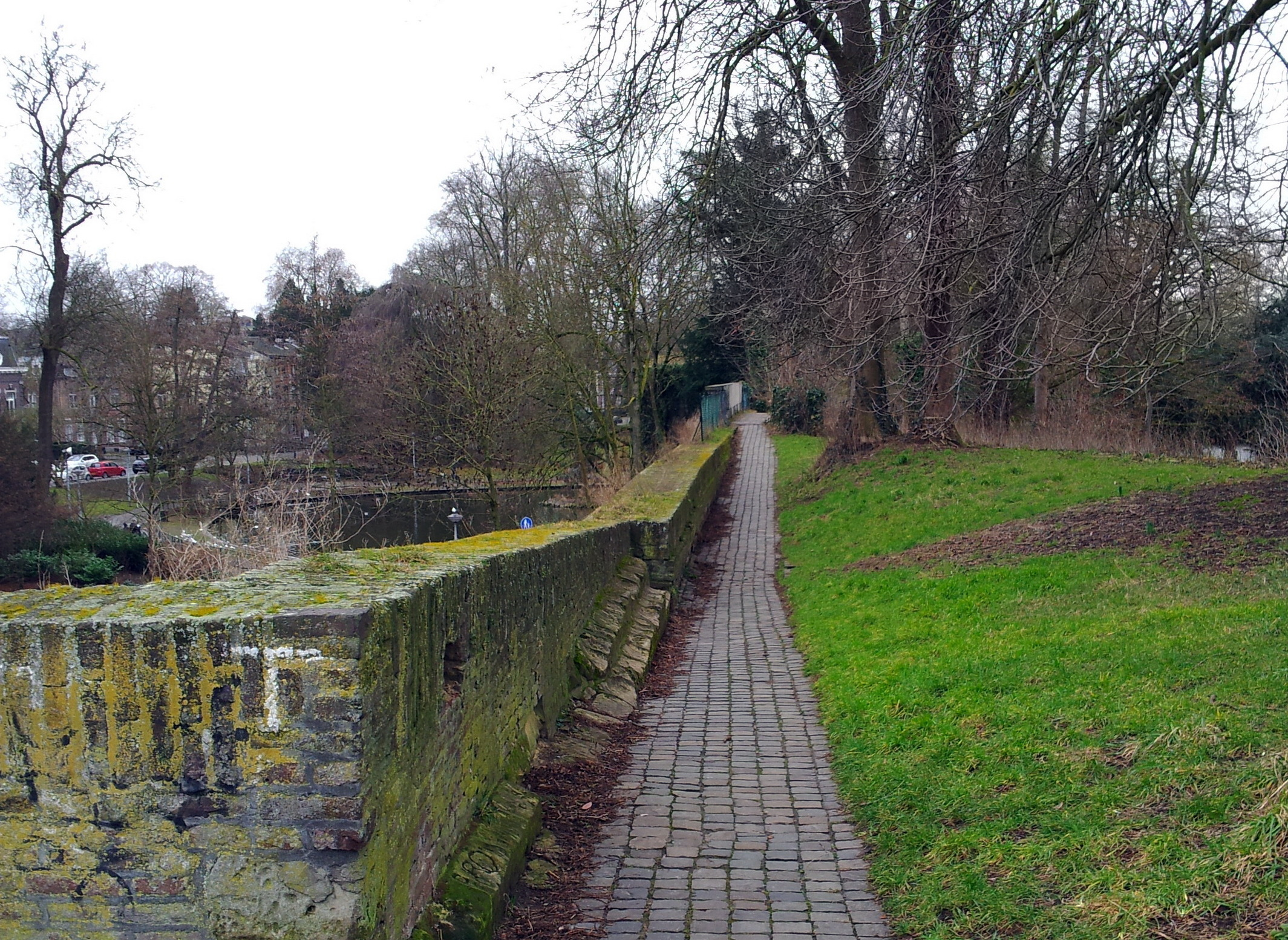
Voetpad en bomen op de courtinewal
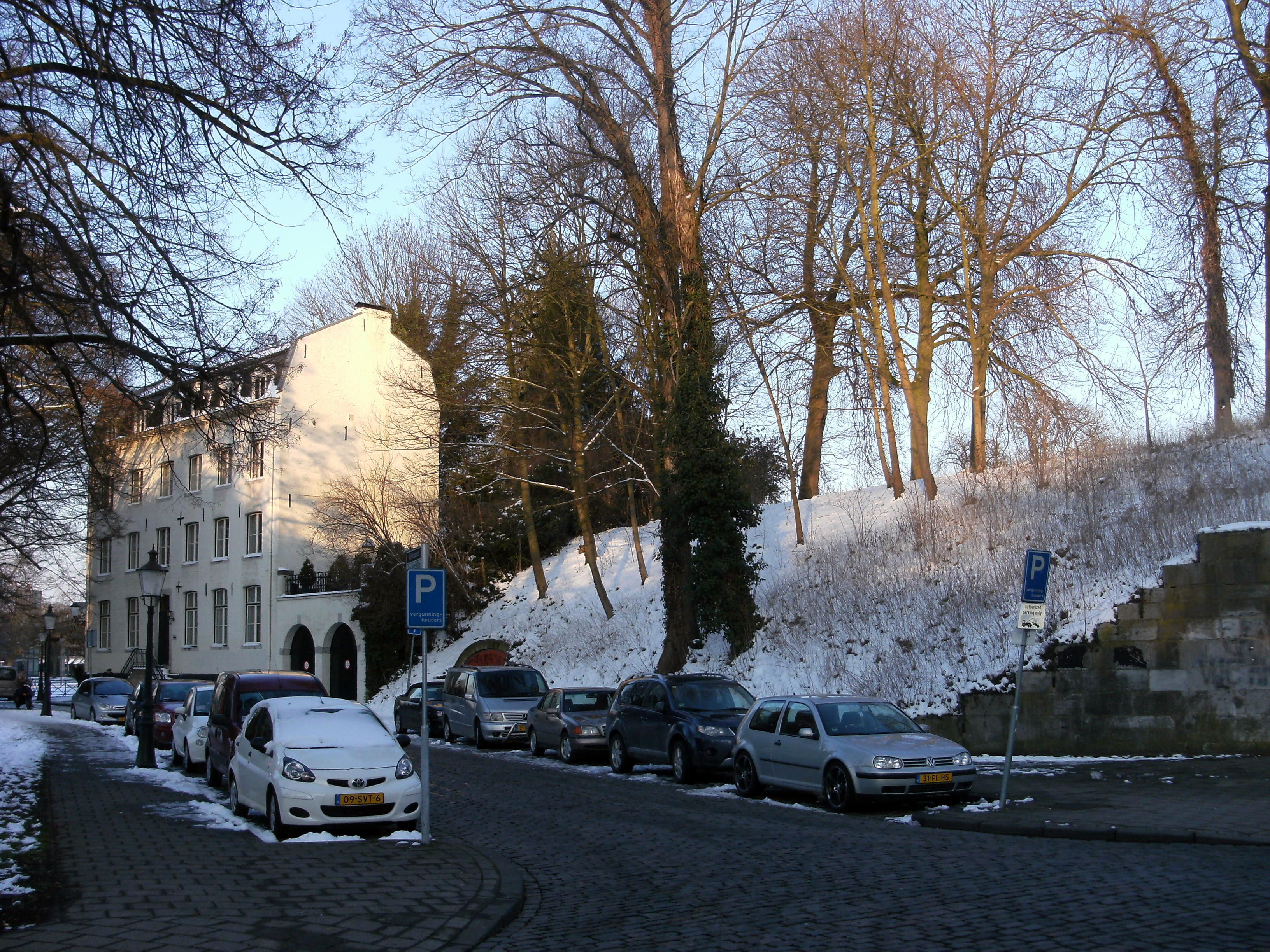
Aarden courtinewal aan de stadszijde (2013)
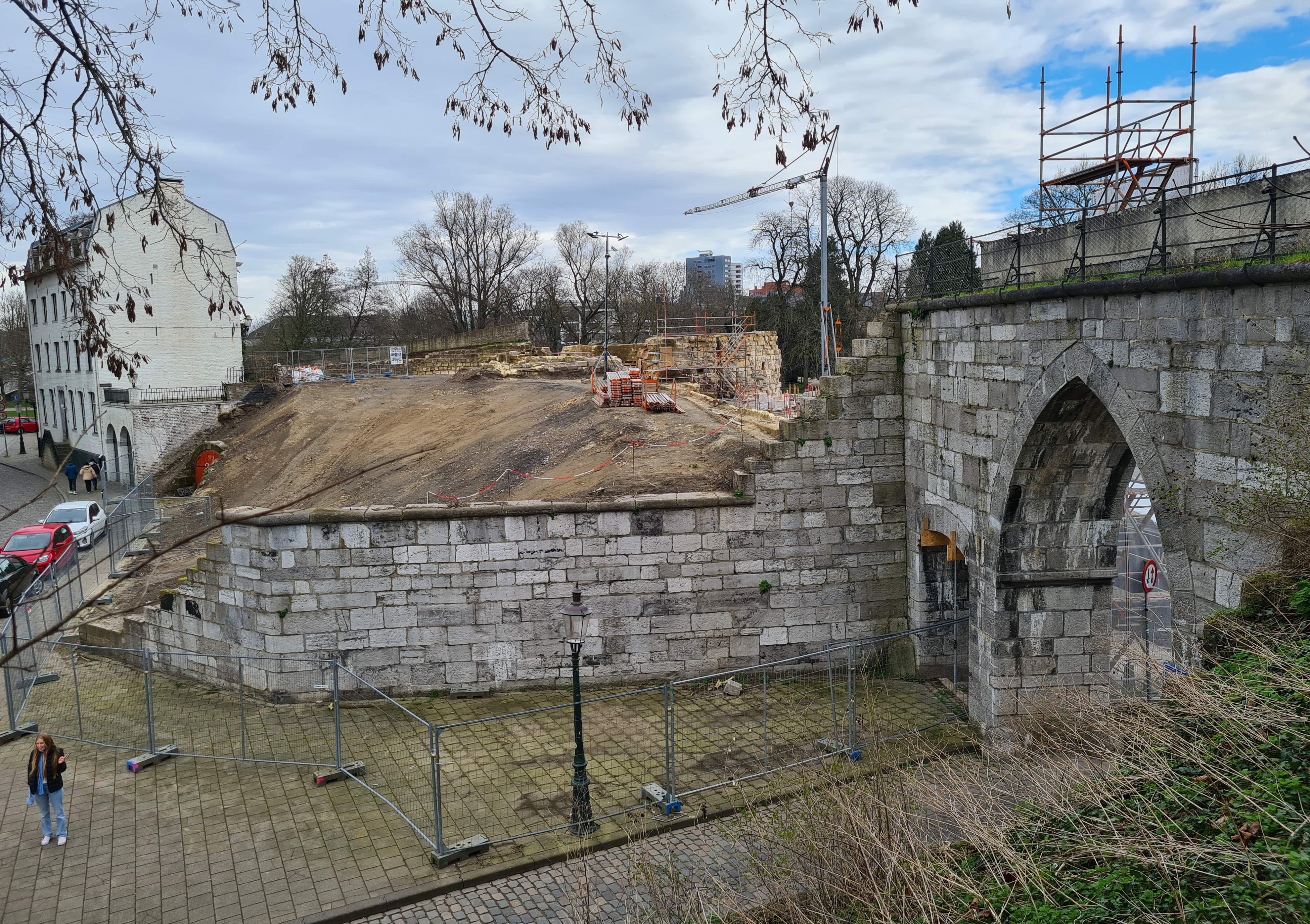
Idem na de bomenkap. Rechts Poort Waerachtig (2024)

#### Overige muurrestanten, waterpoort
Een restant van de eerste muur in de Nieuwstad is te zien aan de zuidzijde van watermolen Het Ancker. Ook elders langs de Jeker zijn fragmenten van deze vijftiende-eeuwse muur te zien, die slechts kort een verdedigende functie heeft gehad. De circa 145 m lange stadsmuur tussen de Sint-Pieterspoort en het rondeel Haet ende Nijt is grotendeels gesloopt. Aan de westzijde van het rondeel resteert nog circa 20 m. Van de oorspronkelijk circa 70 m lange, mergelstenen muur tussen De Vijf Koppen en de Jekertoren resteert minder dan de helft, waarvan slecht een klein deel op volle hoogte. Van de waterpoort die zich eertijds naast de gesloopte Sint-Pieterspoort bevond, resteert alleen het onderste deel. De ernaast gelegen muurtoren werd in 1884, op een onbeduidend fragment na, gesloopt. De restanten van de waterpoort en de toren grenzen aan het voormalig binnenwachthuis van de Sint-Pieterspoort, tegenwoordig Sint Pieterstraat 35-37.

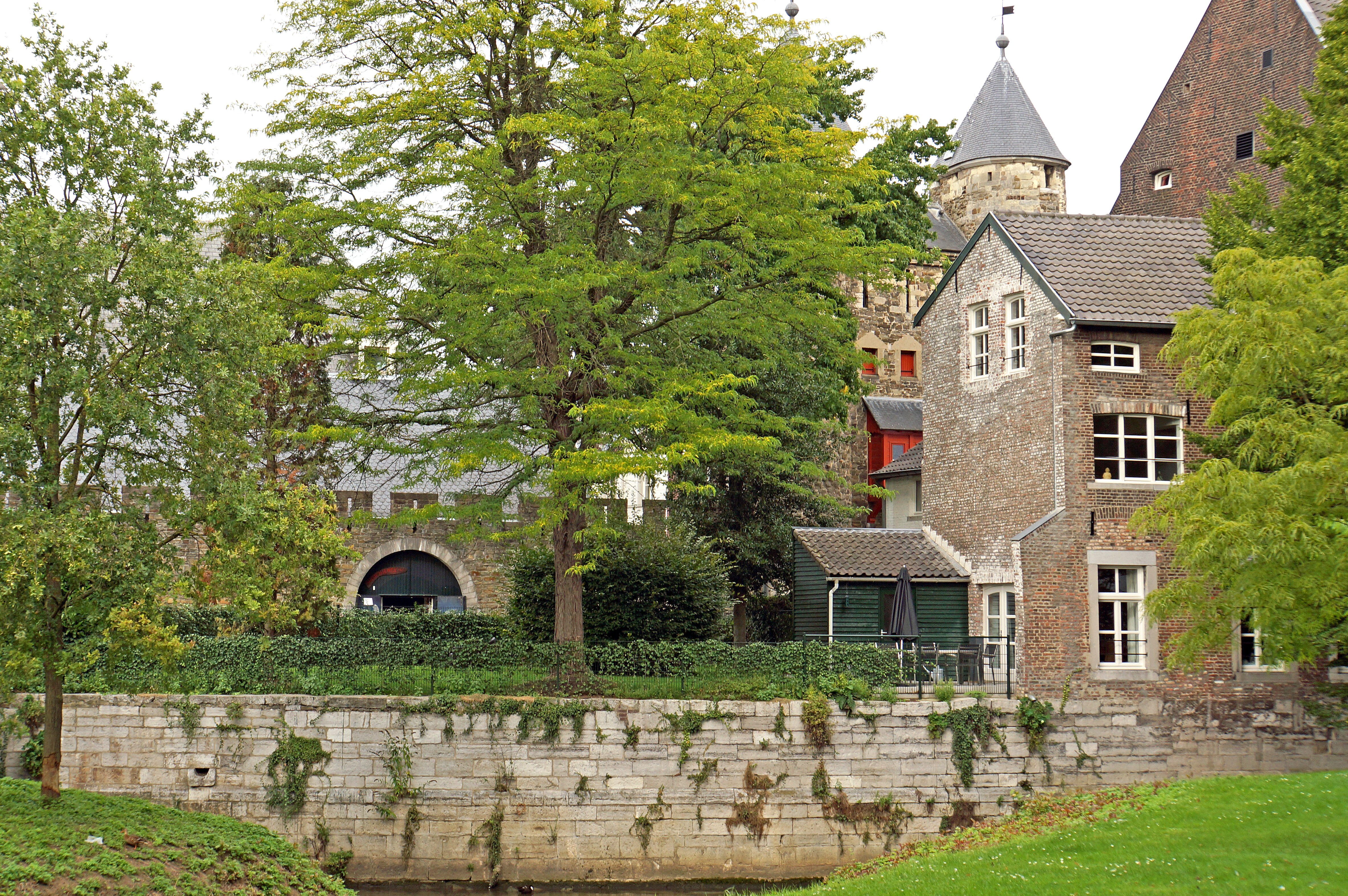
Restant eerste Nieuwstadmuur bij Het Ancker
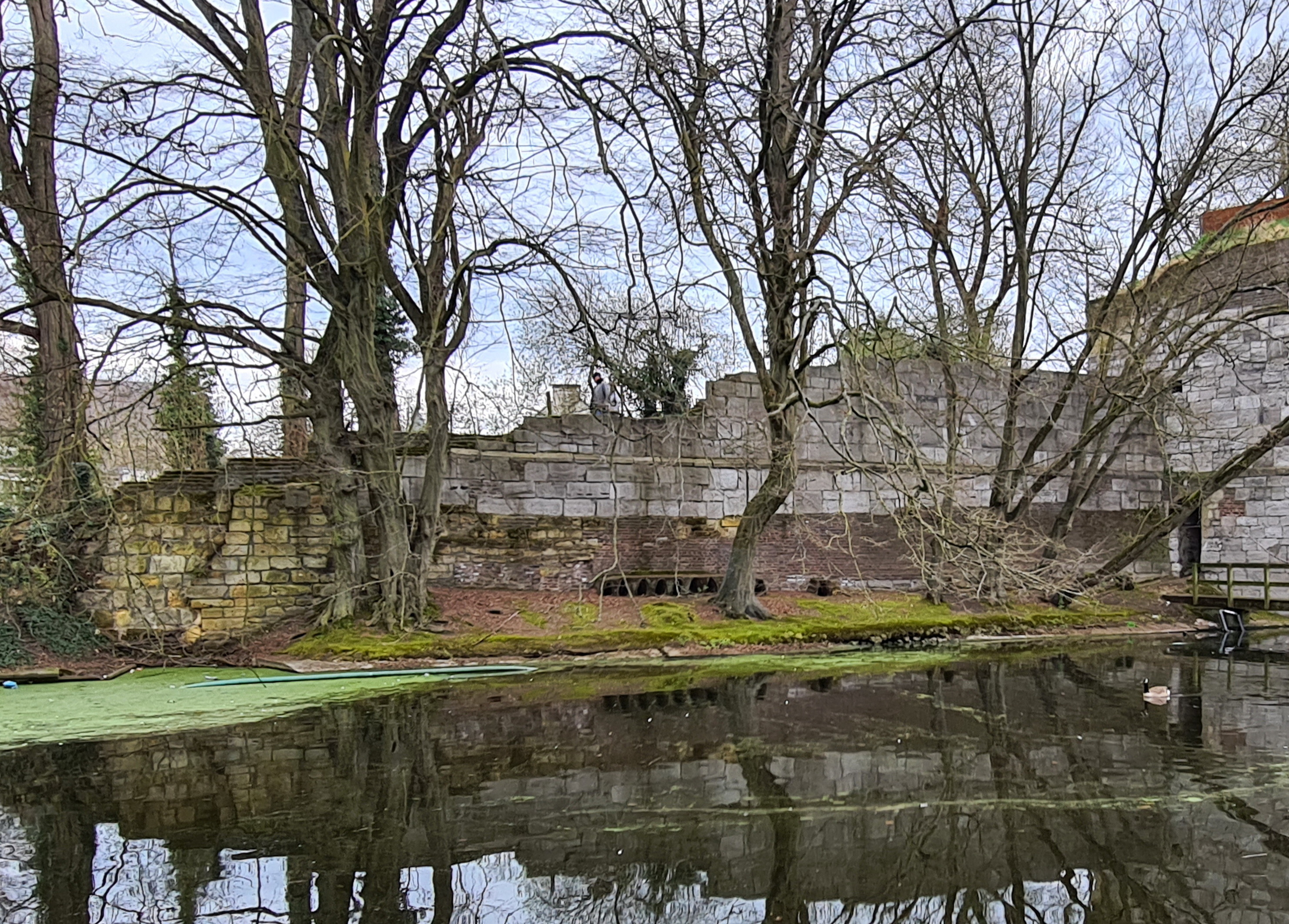
Muurrestant ten westen van Haet ende Nijt
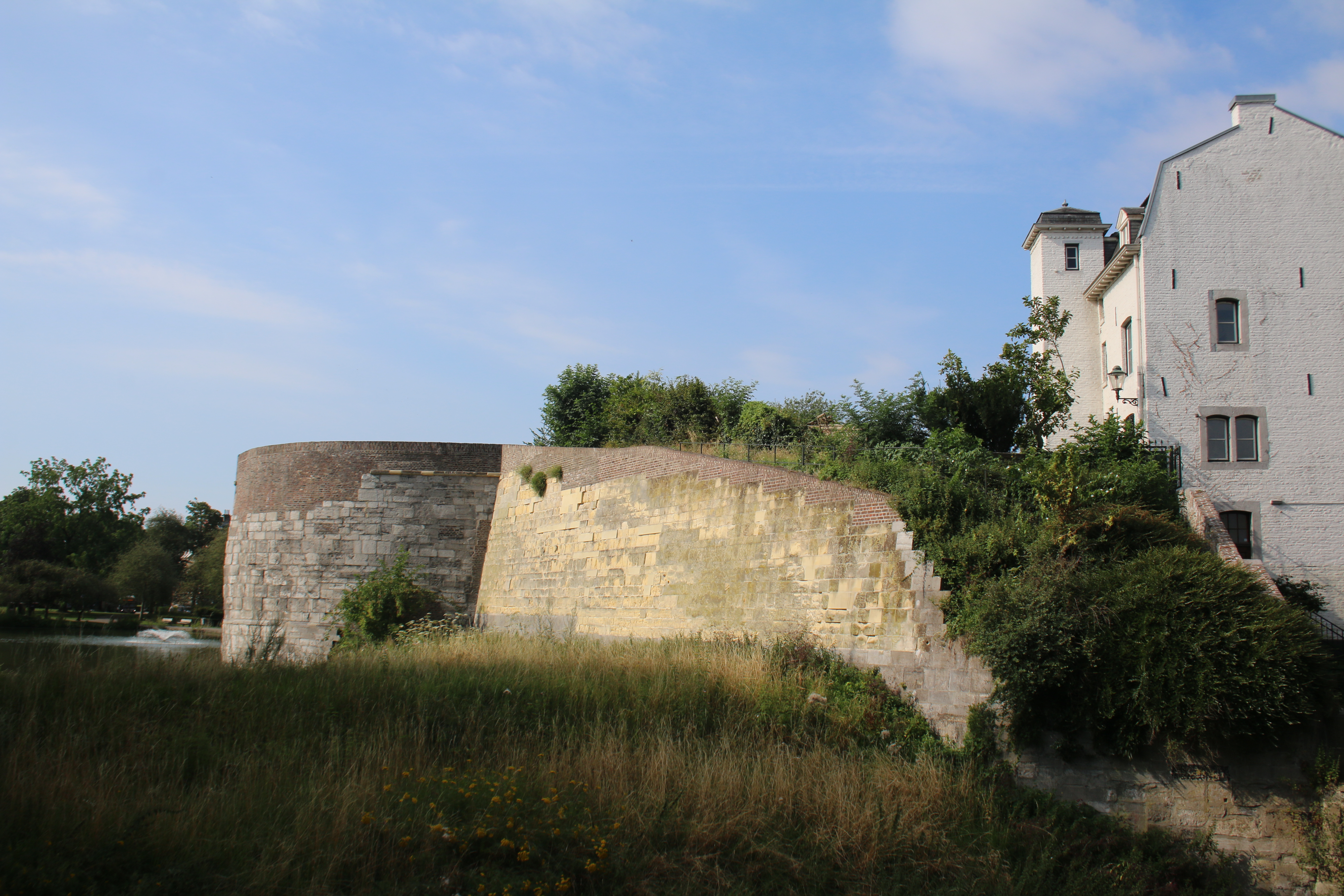
Muur ten noordoosten van De Vijf Koppen
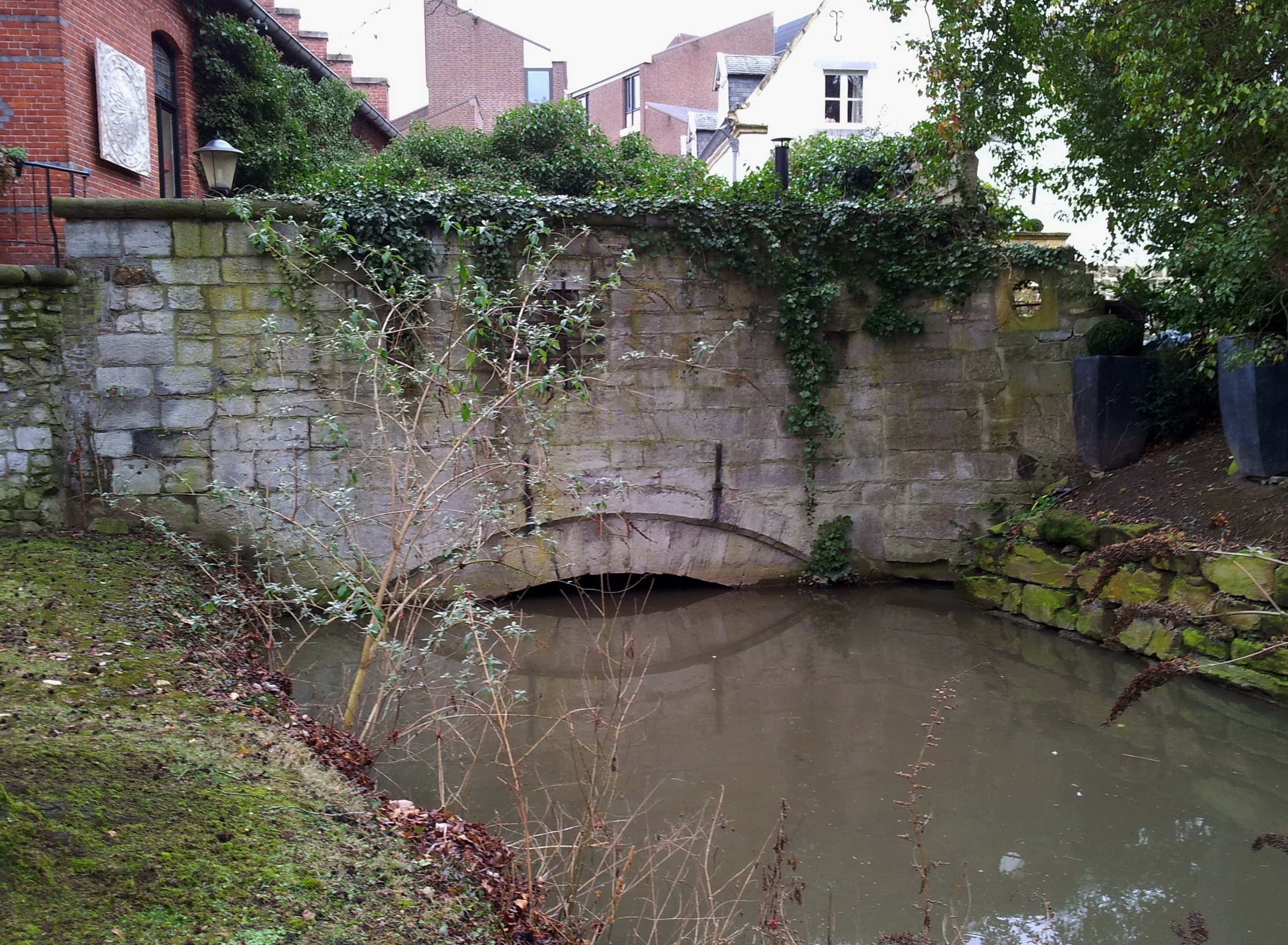
Restant waterpoort bij Sint Pieterstraat

### Watermolens, overige monumenten
In de Nieuwstad bevinden zich twee voormalige watermolens, beide op de Jeker gebouwd. De molen De Vijf Koppen ligt, anders dan de naam doet vermoeden, dichter bij het rondeel Haet ende Nijt. De molen werd al in 1533 vermeld en werd onder andere als volmolen gebruikt. In 1833 werd hier de eerste stoommachine van Maastricht geplaatst. De molen is begin twintigste eeuw ontmanteld en is niet meer functioneel. De watermolen Het Ancker, beter bekend (hoewel incorrect) als Pesthuys, dateert in oorsprong eveneens uit de eerste helft van de zestiende eeuw. De molen was aanvankelijk in gebruik als salpetermolen ten behoeve van de buskruitfabricage. In de nabijheid lag een kruithuis, te zien op de maquette Maastricht 1867 (zie afbeelding hierboven). Na een ontploffing in 1773 werd de molen herbouwd als papiermolen. In 1876 is de molen ontmanteld. Aan de voet van het rondeel De Vijf Koppen ligt een pand uit circa 1800, dat in de negentiende eeuw deel uitmaakte van de papierfabriek. Het hoge, witgeschilderde gebouw met een mansardekap en een traptoren aan de achterkant is een gemeentelijk monument.

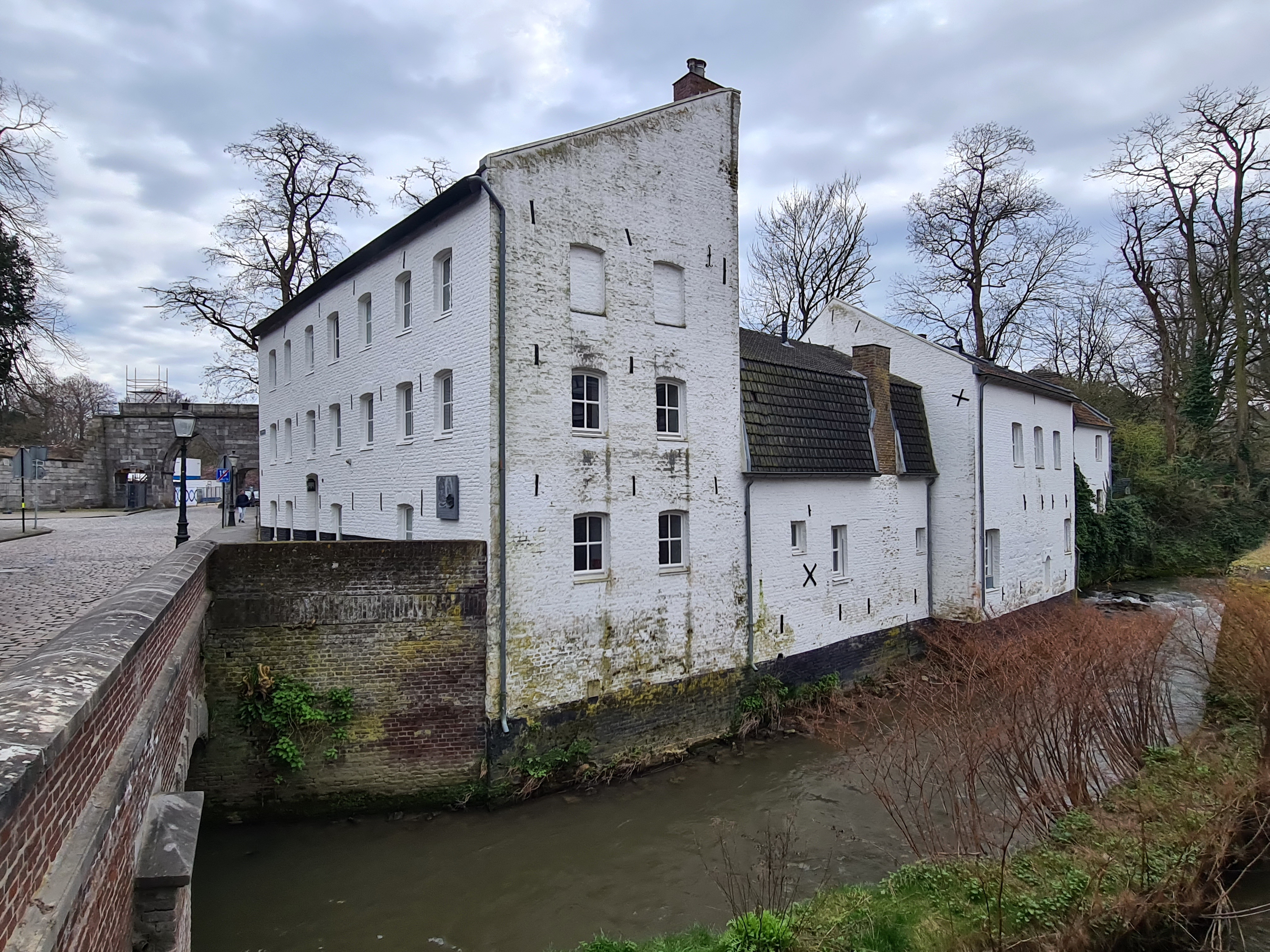
Vm. watermolen De Vijf Koppen
Vm. watermolen Het Ancker
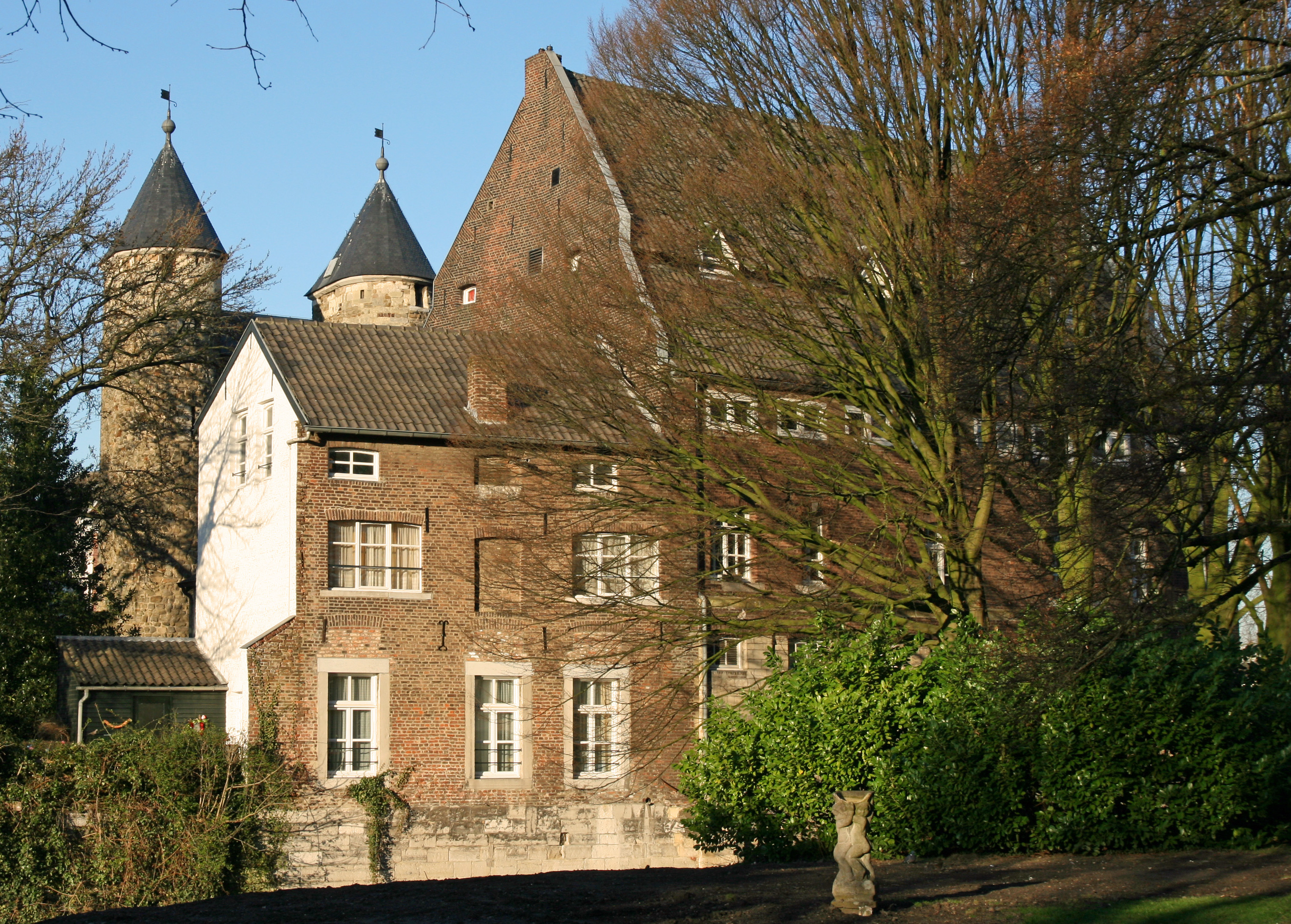
Idem, Jekerzijde
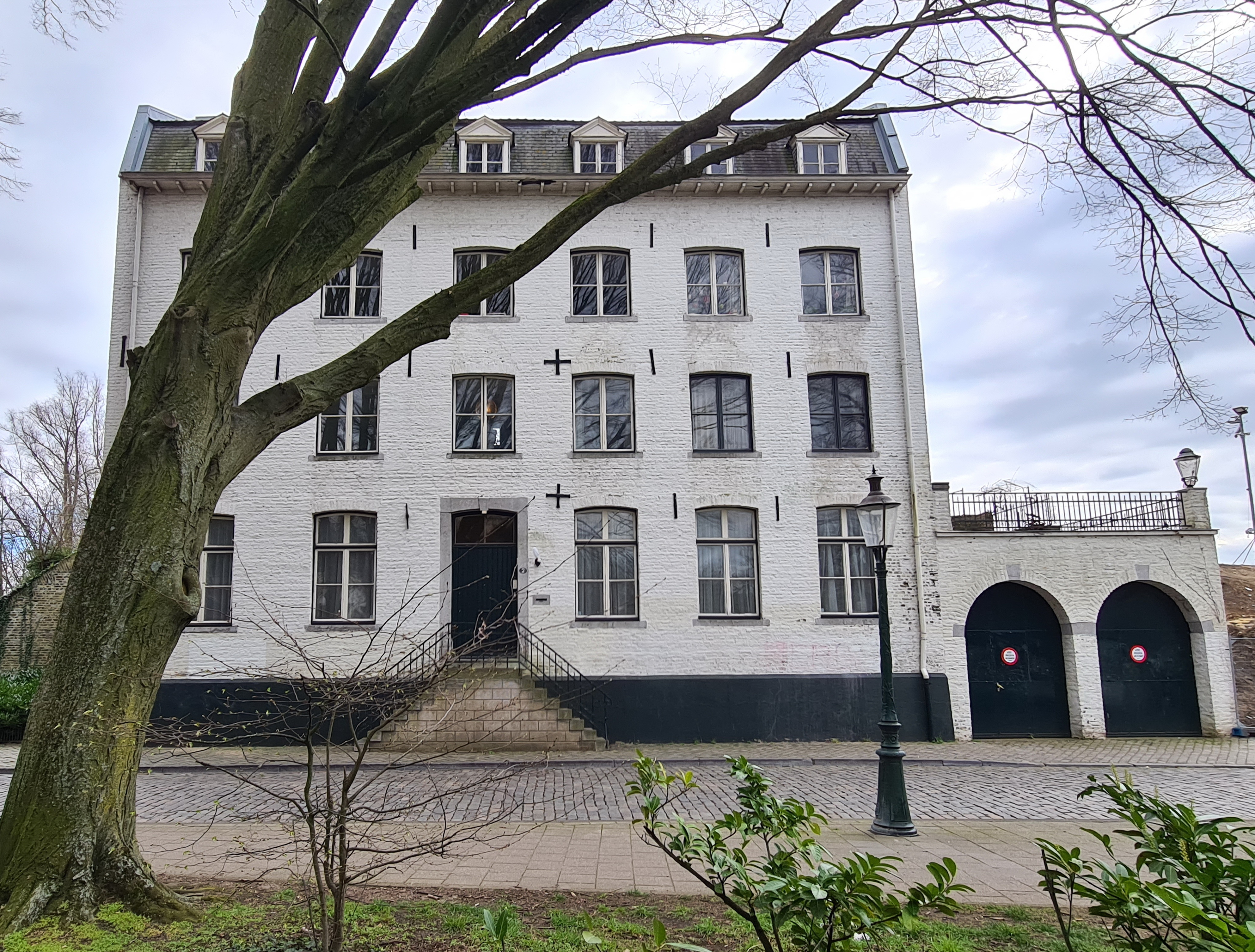
Vm. bedrijfspand Vijfkoppen 2

### Parkaanleg
Het Faliezusterspark is een groengebied dat gedeeltelijk binnen de Nieuwstad ligt. Het Faliezustersklooster, het Oude Minderbroedersklooster, de Pater Vincktoren, de eerste en tweede stadsmuur en de Helpoort vormen het decor van het in romantische stijl aangelegde parkje. Enkele kademuren en bruggen over de Jeker zijn beschermd als gemeentelijk monument, evenals een gietijzeren hekwerk bij Begijnenstraat 11, afkomstig van de in 1932-1934 ingrijpend verbouwde Sint Servaasbrug. Tegenover het pand Vijfkoppen 2 staat aan de zuidoever van de Jeker een hardstenen beeld van Frans Gast uit 1950, voorstellende drie kinderen die een bloemenschaal torsen. De met bomen begroeide courtinewal tussen de twee rondelen heeft door de recente bomenkap, in verband met het herstel van de muur, een deel van zijn bosachtige karakter verloren.
Aan de zuidzijde van de Nieuwstadrondelen ligt het Stadspark Maastricht met onder andere twee grote vijvers. Het parkdeel bij Haet ende Nijt heet Mgr. Nolenspark. Het werd omstreeks 1877 aangelegd in Engelse landschapsstijl naar plannen van de Leuvense tuinarchitect Liévin Rosseels. De vijver, met eilandje en fontein, wordt vanouds aangeduid als "Eendenvijver". Het parkdeel bij De Vijf Koppen is ouder, maar werd in dezelfde stijl uitgevoerd naar ontwerp van stadsarchitect Mathieu Hermans in 1837. Het park moest in de jaren 1970 opnieuw worden ingericht, nadat het door enkele grote infrastructuurprojecten (Kennedybrug en Maasboulevard) ernstig was aangetast. De vijver wordt ook wel "Zwanengracht" genoemd, een benaming die dateert uit de tijd van het Kanaal Luik-Maastricht, toen hier een zwaaikom lag. De grote fontein werd in 1973 overgenomen van de Floriade 1972. In beide parkdelen staan diverse oude en bijzondere bomen.

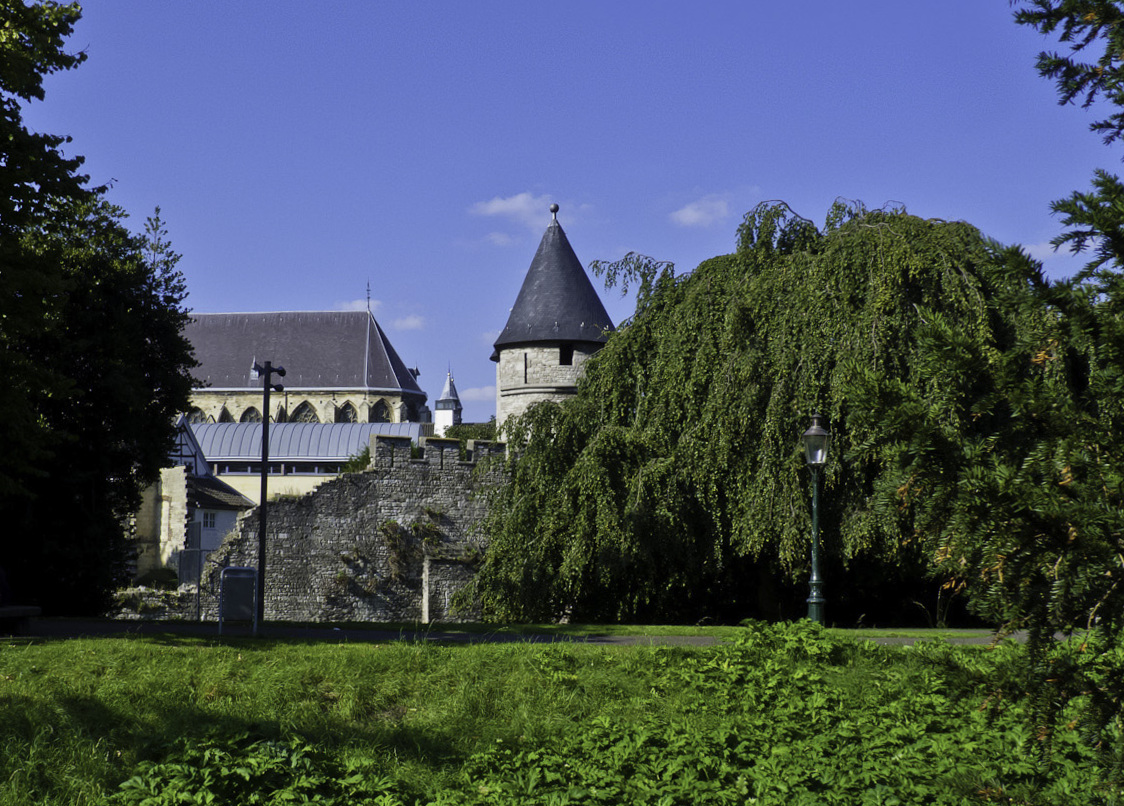
Faliezusterspark met Pater Vincktoren en muurrestant
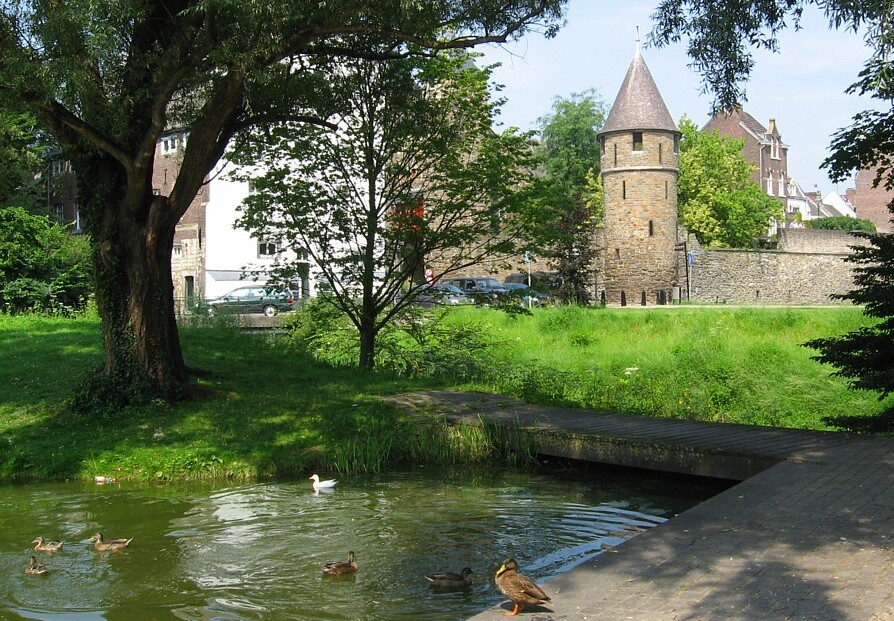
Stadspark bij Pesthuys en Jekertoren
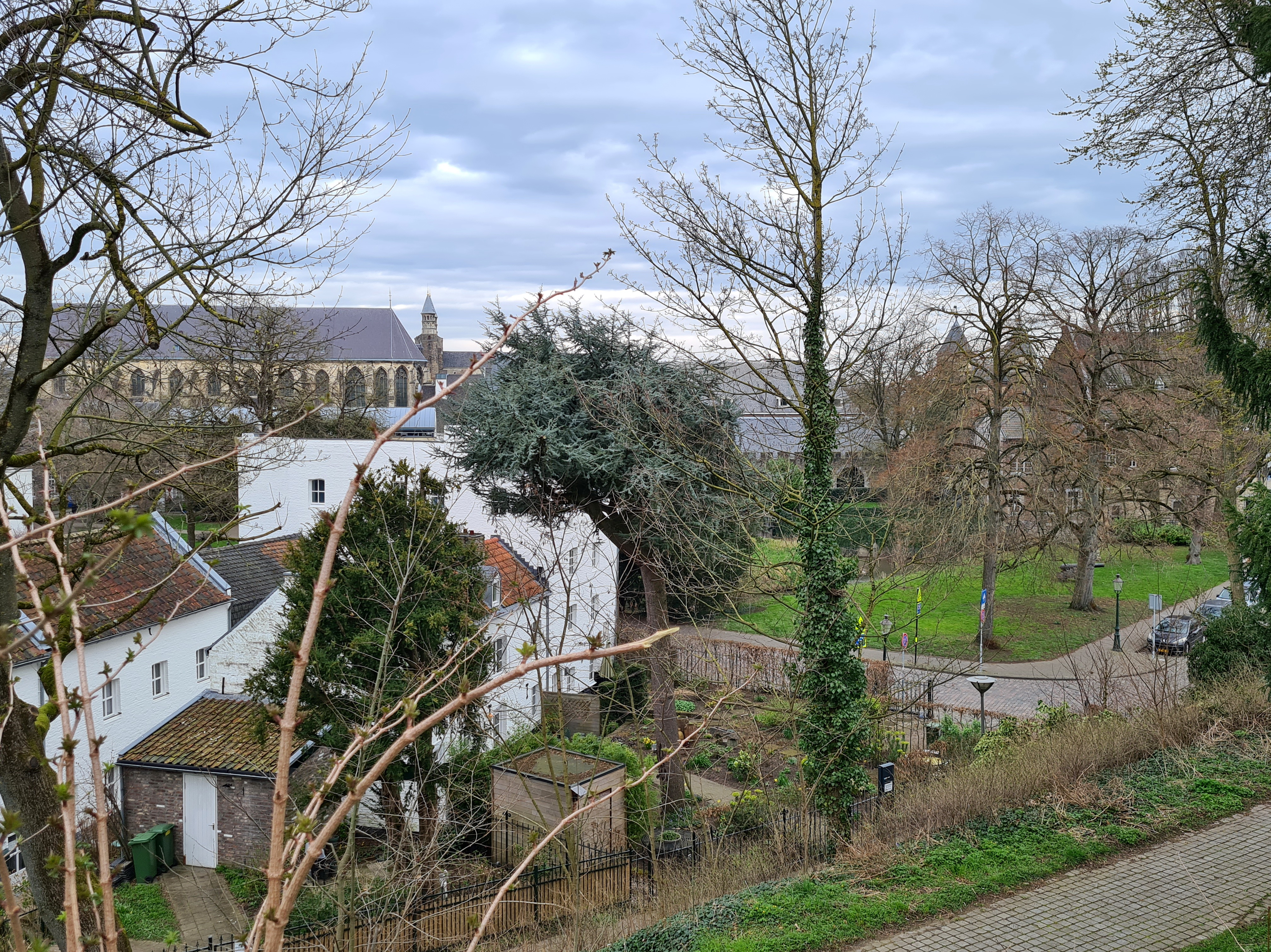
Uitzicht vanaf de courtinewal bij Haet ende Nijt
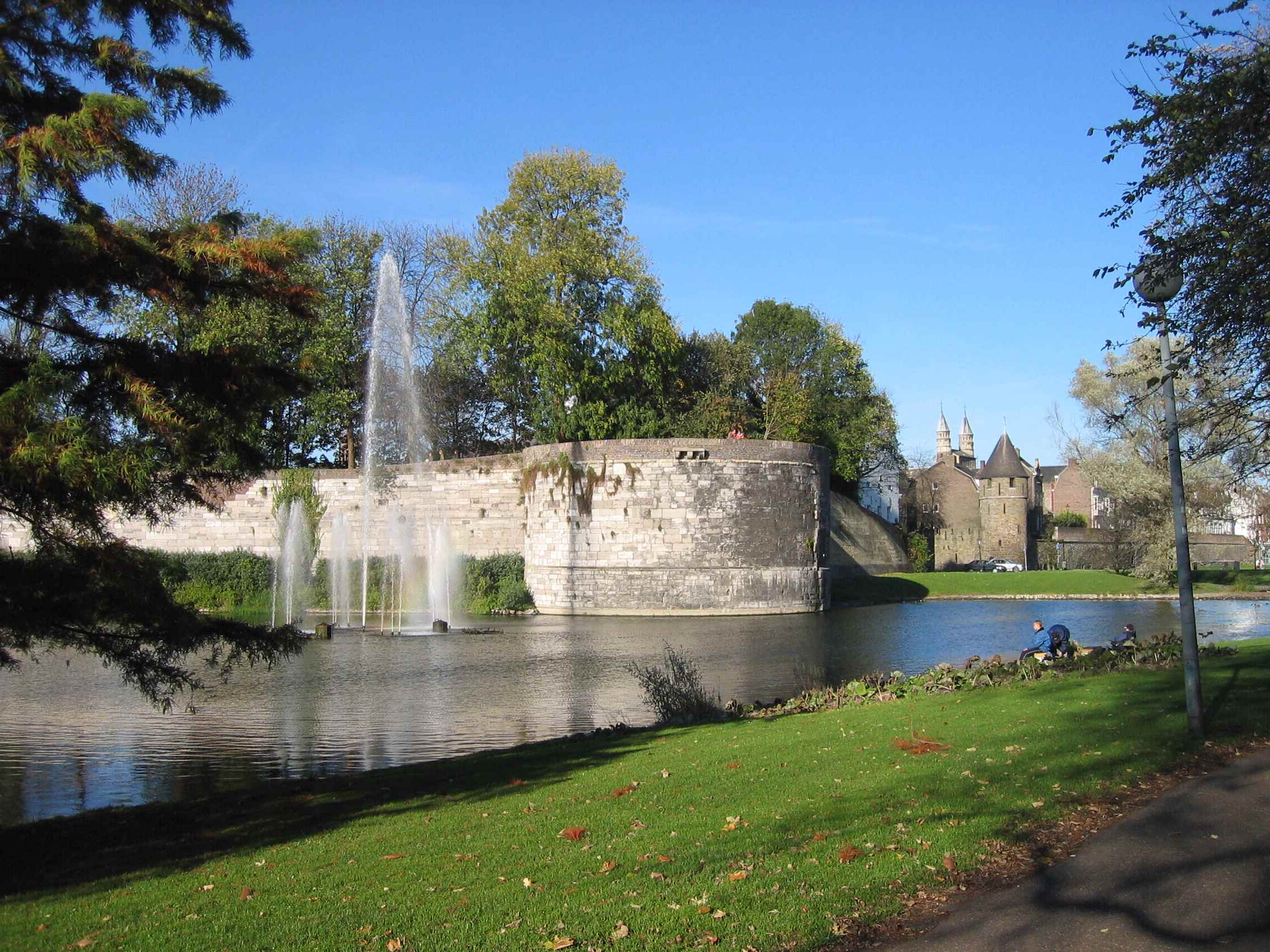
Stadspark, vijver en fontein nabij De Vijf Koppen